# Der Ring des Nibelungen

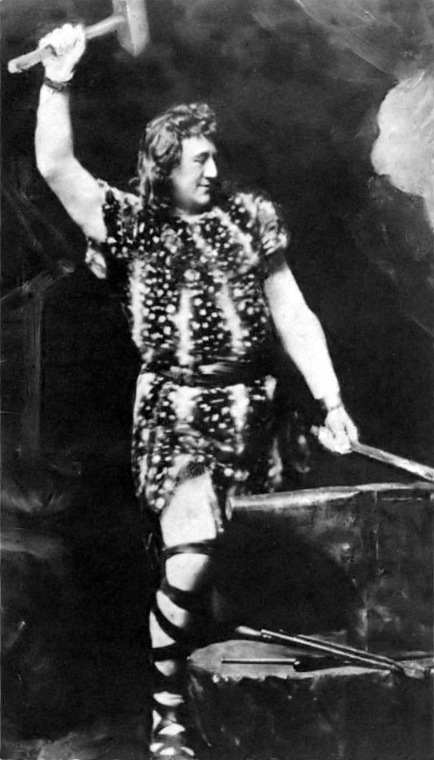
Siegfried (Heinrich Gudehus) schmiedet Notung

Der Ring des Nibelungen ist ein aus vier Teilen bestehender Opernzyklus von Richard Wagner, zu dem er den Text schrieb, die Musik komponierte und detaillierte szenische Anweisungen vorgab. Das Werk basiert unter anderem auf der Nibelungensage bzw. dem Nibelungenlied. Die Tetralogie gilt als Wagnersches opus summum: An diesem Hauptwerk arbeitete Wagner mit Unterbrechungen von 1848 bis 1874. Mit einer Aufführungsdauer von etwa 15 Stunden (ein Vorabend und drei Tage), einer Orchesterbesetzung von über 100 Musikern (u. a. sechs Harfen und vier Tenor- bzw. Basstuben, die Wagner speziell anfertigen ließ) und mit 34 Solisten (plus Männer- und Frauenchor) ist es eines der umfangreichsten musikalischen Bühnenwerke überhaupt. Unter der Leitung des Komponisten wurde die gesamte Tetralogie (auch kurz Der Ring genannt) im August 1876 erstmals im Bayreuther Festspielhaus aufgeführt. Die musikalische Leitung hatte Hans Richter. Das Werk wird aber auch als Trilogie bezeichnet, weil in dieser Sichtweise nur die Festspieltage zählen.
Die Tetralogie besteht aus:
- Das Rheingold („Vorabend“)
- Die Walküre („Erster Tag“)
- Siegfried („Zweiter Tag“)
- Götterdämmerung („Dritter Tag“)

## Entstehungsgeschichte
Die ersten Ideen zum „Nibelungenwerk“ Wagners gehen auf das Jahr 1843 zurück, als Wagner in Dresden Hofkapellmeister war und sich u. a. intensiv mit den deutschen Sagen, der nordischen Edda, der griechischen Mythologie und dem Grals-Mythos beschäftigte. 1848 schrieb Wagner (nachdem er seine Oper Lohengrin vollendet hatte) eine Zusammenfassung seiner mythologischen Studien mit dem Titel Die Wibelungen, Weltgeschichte aus der Sage sowie einen ersten Prosaentwurf mit dem Titel Der Nibelungen-Mythus, Entwurf zu einem Drama. Wagners Absicht war eine kritische Auseinandersetzung mit der menschlichen Gesellschaft, für die er – in Anlehnung an die griechische Tragödie – die germanische Götterwelt als Vorlage benutzte. Der germanische Held und „freie Mensch“ Siegfried sollte wie Prometheus gegen die etablierten Götter kämpfen und durch einen gemeinsamen Erlösungstod mit Brünnhilde eine bessere, natürlichere Ordnung einleiten. Macht und Kapital (symbolisiert in Ring und Gold), Verträge und Betrug, Auflehnung und Scheitern eines Helden sind die archetypischen Themen, die Wagner in seinem Musikdrama behandelt. So verknüpft er Heldensage und Göttermythos zu einem Drama von moderner Bedeutung und ungeheuren Ausmaßen, in dem nicht nur sieben Morde geschehen, ein Held durch Inzest gezeugt wird und zuletzt der Freitod einer Liebenden zelebriert wird, sondern zudem die Welt in einem Flammenmeer und einer Flut untergeht, um Platz zu machen für eine neue Ordnung, derart den immer von neuem anhebenden Zyklus des Lebens hervorrufend.

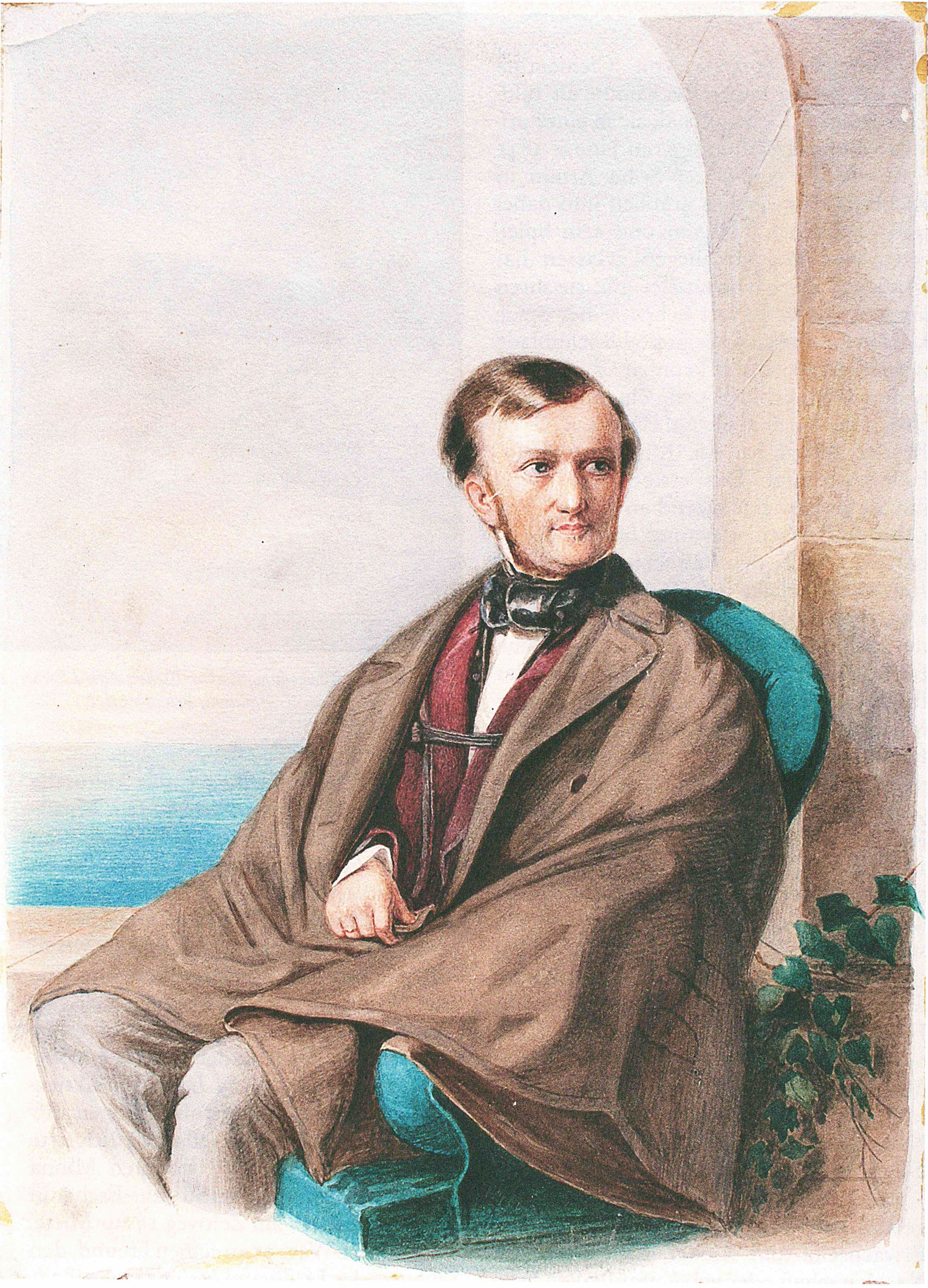
Wagner im Jahr 1853 in Zürich, als er mit der Komposition des Rings begann, gemalt von Clementine Stockar-Escher

Ursprünglich wollte Wagner nur die bekannte Sage unter dem Titel Siegfrieds Tod, das spätere Libretto der Götterdämmerung, musikdramatisch bearbeiten. Als er das Textbuch zu Siegfrieds Tod im November 1848 vollendet hatte und es zu komponieren versuchte, erkannte er aber, dass zu viel Vorgeschichte fehlte, die nur episch, nämlich in der Erzählung der Nornen, ins Drama eingefügt war. Wegen seiner Beteiligung am Dresdner Maiaufstand von 1849 musste Wagner nach Zürich fliehen und lebte dort fast zehn Jahre im Exil. 1852 begann er dort mit den Arbeiten an seinem „Nibelungenwerk“; erste Ideen entstanden während einer Kur in der Kaltwasserheilanstalt Albisbrunn am Zürichsee. Als Ergänzung zum ersten Teil schrieb er Der junge Siegfried (später nur Siegfried genannt). Weil immer noch ein großer Teil der Fabel in die Vorgeschichte verbannt blieb, schrieb Wagner schließlich, sich weiter rückwärts „vorarbeitend“, Das Rheingold (ursprünglicher Titel: Der Raub des Rheingoldes) und zuletzt Die Walküre. Schon früh wurde ihm bewusst: „Mit meiner Konzeption trete ich gänzlich aus allem Bezug zu unserem heutigen Theater und Publikum heraus, breche für immer mit der formellen Gegenwart“. Er entwickelte die Idee eines Gesamtkunstwerkes und Bühnenfestspiels, das seinen Überlegungen zufolge am Ufer des Rheins, festspielartig aufzuführen sei: „Am Rheine schlage ich dann ein Theater auf, und lade zu einem großen dramatischen Feste ein: Nach einem Jahre Vorbereitung führe ich dann im laufe von vier Tagen mein ganzes Werk auf.“

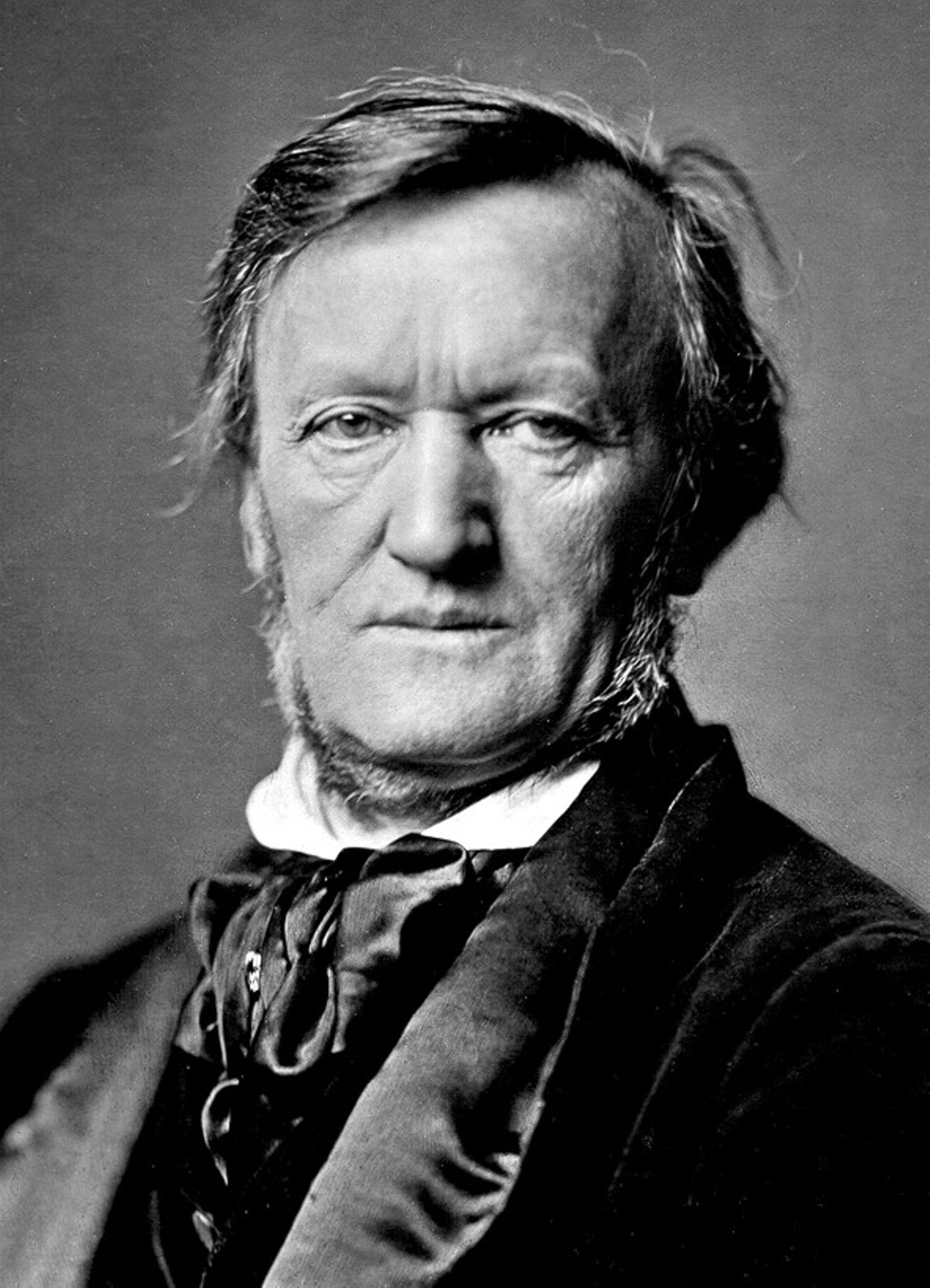
Wagner im Jahr 1871 in Tribschen, kurz bevor er den Ring vollendete

Die Textfassung Wagners umfasst etwa 700 handgeschriebene Seiten und entstand im Wesentlichen in Zürich. Ein reger Schriftverkehr mit seinen Freunden Theodor Uhlig, August Röckel und Franz Liszt dokumentiert das Werden des Rings und verdeutlicht die Intentionen Wagners. Am 16. Februar 1853 stellte Wagner sein Werk erstmals in einer Lesung an vier Abenden im Zürcher Hotel Baur au Lac seinen Freunden und der Öffentlichkeit vor. Wenig später machte er sich an die Komposition, erneut chronologisch mit der ersten Szene des Rheingolds beginnend. Bis März 1857 komponierte Wagner an seinem Ring und kam bis zum II. Akt des Siegfried. Aus verschiedenen Gründen unterbrach er seine Arbeit; er konnte sie erst wieder (mit Förderung des Bayerischen Königs Ludwig II.) im Jahre 1869 in Tribschen am Vierwaldstättersee aufnehmen. Im August 1872 vollendete er in Bayreuth die letzten Orchesterskizzen der Götterdämmerung und legte sich dabei auch – nach vielen Varianten – endgültig auf den heute bekannten Schlusstext fest. In Form einer persönlichen Widmung informierte er seinen königlichen Auftraggeber und schrieb ihm zu dessen 27. Geburtstag am 25. August 1872:
Vollendet das ewige Werk!

Wie im Traum ich es trug,

wie mein Wille es wies,

was bange Jahre barg des reifenden Mannes Brust,

aus winternächtigen Wehen

der Lieb’ und des Lenzes Gewalten

trieben dem Tag es zu:

Da steh’ es stolz zur Schau,

als kühner Königsbau prang’ es prächtig der Welt!
Die gesamte Partitur wurde erst kurz vor der Uraufführung zu den Festspielen im Jahre 1876 vollendet. Text und Musik fasste Wagner als eine Einheit auf, die vor allem das „Gefühl“ der Zuhörer ansprechen sollte. So verwendete er Stabreime, die einerseits mit wenig Worten „vielsagend“ und eingängig sind (sich allerdings durch ihre Fremdheit auch zur Parodie eignen), andererseits gut vertonbar und singbar waren. Mit Hilfe von über 100 musikalischen Leitmotiven (Wagner sprach immer von Erinnerungsmotiven, mit denen auch „Gedanken“ auszudrücken sind) und einer neuartigen Instrumentierung gelang dem Komponisten eine bis dahin nicht erreichte Komplexität des musikalischen Dramas.

## Handlung
Die chronologische Handlung im Ring deckt sich nicht vollständig mit der Handlung der vier einzelnen, aufeinander folgenden Opern. Manche Handlungsstränge werden lediglich erzählt, tauchen als Handlung selbst in den Opern aber nicht auf. So wird beispielsweise der mythische Beginn der Tetralogie erst zu Anfang des letzten Teils, der Götterdämmerung, von den drei Nornen erzählt. In dieser Zusammenfassung wird die Handlung chronologisch in einem märchenähnlichen Stil „erzählt“, wobei Zitate, Sprachbilder und Szenenbeschreibungen aus dem Originaltext verwendet, Hinweise auf markante Orchesterpartien sowie Interpretationshilfen gegeben werden.

### Rollen
Die solistischen Gesangsparts in der Reihenfolge ihres Erscheinens auf der Bühne
|    | Rolle         | Stimmlage   | Funktion in der Handlung | Rheingold | Walküre | Siegfried | Götter- dämmerung |
| -- | ------------- | ----------- | --- | --------- | ------- | --------- | ----------------- |
| 01 | Woglinde      | Sopran      | Das Gold des Rheins bewachende Rheintöchter | ●         |         |           | ●                 |
| 02 | Wellgunde     | Mezzosopran | Das Gold des Rheins bewachende Rheintöchter | ●         |         |           | ●                 |
| 03 | Floßhilde     | Alt         | Das Gold des Rheins bewachende Rheintöchter | ●         |         |           | ●                 |
| 04 | Alberich      | Bariton     | Liebeloser „Nachtalbe“, Räuber des Rheingoldes, Besitzer des magischen Rings und des Tarnhelms, mit deren Hilfe er das Reich der Nibelungen beherrscht. Er ist der „Proletarier“ und Gegenspieler Wotans. Es ist nicht gesichert, ob er das Ende der Tetralogie überlebt. | ●         |         | ●         | ●                 |
| 05 | Wotan         | Bariton     | Gott, Naturfrevler, Machtmensch und Herrscher der Welt, „Lichtalbe“, er schuf die Gesetze, die im aus der Weltesche geschnittenen Vertragsspeer eingeritzt sind, und ließ die Götterburg Walhall zur Festigung seiner Macht erbauen. Ist auch als Wälse und Wanderer unterwegs. An seiner Machtpolitik – er hält die eigenen Gesetze nicht ein – werden die Götter und damit die bestehende Weltordnung untergehen. | ●         | ●       | ●         |                   |
| 06 | Fricka        | Mezzosopran | Ehefrau Wotans, Göttin und Hüterin von Ehe und Moral; Schwester der Götter Freia, Donner und Froh. | ●         | ●       |           |                   |
| 07 | Freia         | Sopran      | Göttin der ewigen Jugend und Hüterin der Äpfel, die die Götter daran hindern zu altern. | ●         |         |           |                   |
| 08 | Donner        | Bariton     | Gott der Gewalt und des Zornes, sein Attribut ist der Hammer. | ●         |         |           |                   |
| 09 | Froh          | Tenor       | Herrscher über Regen und Sonnenschein. | ●         |         |           |                   |

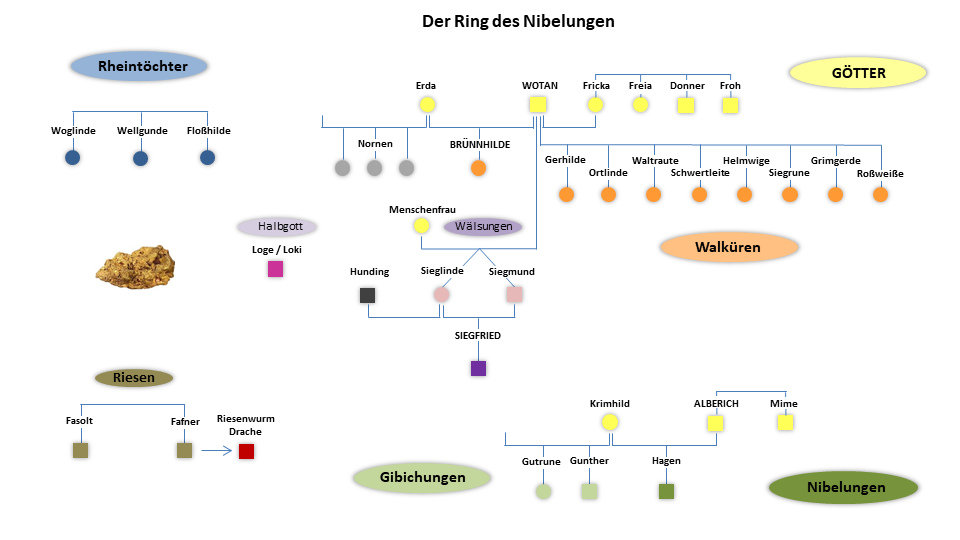
Protagonisten im Ring des Nibelungen

| 10 | Loge          | Tenor       | Von den Göttern gezähmtes Feuer, nun Halbgott und Vertrauter Wotans, den dieser aufgrund seines listigen Verstandes zu schätzen weiß. | ●         |         |           |                   |
| 11 | Fasolt        | Bass        | Ursprünglich redlich arbeitende Riesen, die für die Götter Walhall bauen. Nachdem sie über die Aufteilung des Lohnes in Streit geraten sind, erschlägt Fafner den Bruder Fasolt aus Goldgier. Fafner verwandelt sich daraufhin in einen Drachen, als der er fortan den Nibelungenhort bewacht. | ●         |         |           |                   |
| 12 | Fafner        | Bass        | Ursprünglich redlich arbeitende Riesen, die für die Götter Walhall bauen. Nachdem sie über die Aufteilung des Lohnes in Streit geraten sind, erschlägt Fafner den Bruder Fasolt aus Goldgier. Fafner verwandelt sich daraufhin in einen Drachen, als der er fortan den Nibelungenhort bewacht. | ●         |         | ●         |                   |
| 13 | Mime          | Tenor       | Weiser Schmied, Alberichs Bruder, schmiedet den Tarnhelm. | ●         |         | ●         |                   |
| 14 | Erda          | Alt         | Mutter der Nornen, „der Welt weisestes Weib“ und Wala (Seherin), wird später von Wotan geschwängert und somit Mutter der Walküre Brünnhilde. | ●         |         | ●         |                   |
| 15 | Siegmund      | Tenor       | Aus dem Stamme der Wälsungen, ein menschlicher Sohn Wotans, der das Schwert Notung erobert. |           | ●       |           |                   |
| 16 | Sieglinde     | Sopran      | Siegmunds verloren geglaubte Zwillingsschwester, die seine Geliebte wird. |           | ●       |           |                   |
| 17 | Hunding       | Bass        | Feind Siegmunds und der finstere Ehemann der Sieglinde. |           | ●       |           |                   |
| 18 | Brünnhilde    | Sopran      | Tochter von Wotan und Erda. Wotans Lieblingstochter und bevorzugte Walküre. |           | ●       | ●         | ●                 |
| 19 | Gerhilde      | Sopran      | Die acht Walküren, Brünnhildes Schwestern. Bringen die gefallenen Helden nach Walhall. |           | ●       |           |                   |
| 20 | Ortlinde      | Sopran      | Die acht Walküren, Brünnhildes Schwestern. Bringen die gefallenen Helden nach Walhall. |           | ●       |           |                   |
| 21 | Waltraute     | Mezzosopran | Die acht Walküren, Brünnhildes Schwestern. Bringen die gefallenen Helden nach Walhall. |           | ●       |           | ●                 |
| 22 | Schwertleite  | Alt         | Die acht Walküren, Brünnhildes Schwestern. Bringen die gefallenen Helden nach Walhall. |           | ●       |           |                   |
| 23 | Helmwige      | Sopran      | Die acht Walküren, Brünnhildes Schwestern. Bringen die gefallenen Helden nach Walhall. |           | ●       |           |                   |
| 24 | Siegrune      | Mezzosopran | Die acht Walküren, Brünnhildes Schwestern. Bringen die gefallenen Helden nach Walhall. |           | ●       |           |                   |
| 25 | Grimgerde     | Alt         | Die acht Walküren, Brünnhildes Schwestern. Bringen die gefallenen Helden nach Walhall. |           | ●       |           |                   |
| 26 | Roßweiße      | Mezzosopran | Die acht Walküren, Brünnhildes Schwestern. Bringen die gefallenen Helden nach Walhall. |           | ●       |           |                   |
| 27 | Siegfried     | Tenor       | Wilder Sohn der Wälsungen Sieglinde und Siegmund und somit der Enkel Wotans. Schmiedet Notung neu, erschlägt Fafner und Mime, gewinnt den Nibelungenschatz, erweckt Brünnhilde und nimmt sie zur Frau. |           |         | ●         | ●                 |
| 28 | Ein Waldvogel | Sopran      | Weist dem jungen Siegfried den Weg zu Brünnhilde. |           |         | ●         |                   |
| 29 | Die Nornen    | Sopran      | Drei weise Frauen, die am Weltgeschehen flechten, Töchter der Erda. |           |         |           | ●                 |
| 30 | Die Nornen    | Mezzosopran | Drei weise Frauen, die am Weltgeschehen flechten, Töchter der Erda. |           |         |           | ●                 |
| 31 | Die Nornen    | Alt         | Drei weise Frauen, die am Weltgeschehen flechten, Töchter der Erda. |           |         |           | ●                 |
| 32 | Gunther       | Bariton     | Anführer der Gibichungen am Rhein. |           |         |           | ●                 |
| 33 | Gutrune       | Sopran      | Gunthers Schwester, verliebt sich in Siegfried. |           |         |           | ●                 |
| 34 | Hagen         | Bass        | Bleicher Sohn Alberichs und Halbbruder Gunthers. |           |         |           | ●                 |

### Vorgeschichte
In einem mythischen Naturzustand steht inmitten eines Ur-Waldes die Welt-Esche (in der germanischen Mythologie: Yggdrasil) als Inbegriff einer heiligen Ordnung. In ihrem Schatten entspringt eine Quelle („Weisheit raunend“) symbolisch aus der Wurzel der heiligen Ordnung, ewige Weisheit hervorbringend. Im Schoß der Erde, in „nebliger Gruft“, ruht Erda, die Ur-Mutter, „der Welt weisestes Weib“, in einem „wissenden Schlaf“. Eine Verbindung geht von ihr aus zu den drei Nornen, die jeweils ein Seil um die Welt-Esche geschlungen haben und vom Ur-Sinn der Welt singen.
„Ein kühner Gott“, Wotan, den es nach dem Abklingen der Pubertät nach neuen Abenteuern gelüstet („Als junger Liebe Lust mir verblich, verlangte nach Macht mein Mut, von jäher Wünsche Wüten gejagt, gewann ich mir die Welt“), begibt sich zur Welt-Esche und der Quelle, um sich durch einen Trunk aus der Quelle in den Besitz der Weisheit und damit der Macht zu bringen. Er opfert eines seiner Augen dafür. Wotan bricht aus der Welt-Esche einen starken Ast und formt ihn zum Schaft eines Speeres. In diesen Schaft schneidet er Runenzeichen als Symbole für seine eigenen Gesetze, denn seine Intention ist, nicht durch Gewalt, sondern durch Verträge eine Weltordnung zu schaffen. Ihm gelang es auch das Feuer zum Halbgott Loge zu zähmen. Zur göttlichen Schar gehören auch Wotans Gemahlin Fricka, die Göttin und Hüterin von Ehe und Sitte, und deren Geschwister Freia, Donner und Froh.
Das alles künden zu Beginn des „dritten Tags“ des Rings (Götterdämmerung) die Nornen. Sie werden auch berichten, dass die Welt-Esche an der von Wotan geschlagenen Wunde krankte und verging. Die Natur hat durch menschliche Tat Schaden genommen:
In langer Zeiten Lauf
zehrte die Wunde den Wald;
falb fielen die Blätter,
dürr darbte der Baum.
Um seine Macht zu demonstrieren und zu festigen, verfolgt Wotan den Bau einer Burg und verpflichtet auf den Rat Loges hin die rechtschaffenen Riesen Fafner und Fasolt dazu, ihm diese zu bauen. Später wird er die Burg Walhall nennen. Als Lohn versprach er den Riesen Freia, die Göttin der ewigen Jugend. Diese hütet einen Garten voller goldener Äpfel, von denen die Götter täglich essen und sich so ihrer Jugend versichern.

### „Das Rheingold“
Orchester: 136 Takte in Es-Dur, mystischer Beginn der Tetralogie. Das Orchestervorspiel beginnt mit einem „Brummton“, mit leisen Bass-Streichern, die den Ton übers Fagott an andere Instrumente weitergeben und in einem „Wellen-Crescendo“ zum Rheingold-Motiv überleiten.
- 1. Szene: Auf dem Grunde des Rheins

Die drei Rheintöchter (Nixen) Woglinde, Wellgunde und Floßhilde bewachen spielerisch im Rhein auf Geheiß ihres Vaters das Rheingold. Das lachende Spiel der Wassermädchen wird unterbrochen von Alberich, einem Nibelungen, der aus der Tiefe hervor steigt und den Mädchen mit gierigen Augen zusieht. Er versucht zuerst, sich eine der Nixen durch Bitten und Werben gnädig zu stimmen. Die Rheintöchter scheinen auch jeweils darauf einzugehen, um sich dann aber im letzten Moment lachend seinen Armen zu entziehen. Das reizt Alberich zur Wut und er versucht, sich die Frauen mit Gewalt gefügig zu machen, was ihm, der nur klettern kann, während die Mädchen geschickt schwimmen, nicht gelingt.
Die Sonne geht auf und lässt das Rheingold erstrahlen, die Mädchen umschwimmen es in lautem Jubel (strahlendes Rheingoldmotiv des Orchesters). Alberich, fasziniert vom Glanz des Metalls, erfragt von den Nixen die Bedeutung des Goldes. Sie erzählen ihm leichtsinnigerweise, dass mit dem Gold „maßlose Macht“ und die Herrschaft der Welt demjenigen zuteilwerden könne, der „aus dem Rheingold schüfe den Ring“. Das könne jedoch nur einer, der „der Minne Macht entsagt“. In Bezug auf den „lüsternen Alb“ haben sie keine Sorgen, denn er scheint am wenigsten gewillt zu sein, auf die Gunst von Frauen verzichten zu können. Doch Alberich, wütend über den Spott, den die Nixen mit ihm getrieben haben, und wohl auch wissend, dass er wegen seines hässlichen Aussehens auch bei anderen Frauen keinen Erfolg haben würde, entsagt trotzig der Liebe, mit dem Hintergedanken, sich mit Gold auch Lust kaufen zu können.
Der Welt Erbe gewänn’ ich zu eigen durch dich!
Erzwäng’ ich nicht Liebe,
doch listig erzwäng ich mir Lust?
Das Licht lösch’ ich euch aus;
entreiße dem Riff das Gold,
schmiede den rächenden Ring:
denn hör es die Flut –
so verfluch’ ich die Liebe!
Alberich entreißt das Gold gewaltsam dem Felsen und hat den ersten Schritt getan, mit List und Gewalt – ohne Liebe – die Welt beherrschen zu wollen. Er wird somit der „Gegenspieler“ Wotans.
Die Nixen sind bestürzt über den Verlust des Goldes.
- 2. Szene: Freie Gegend auf Bergeshöhen

Zur gleichen Zeit erwachen an einem Ort hoch über dem Rhein Wotan und Fricka aus ihrem Schlaf. Walhall erstrahlt fertig im Glanz der aufgehenden Sonne. Wotan vergisst über seiner Freude an der herrlichen Festung den Lohn, den er den Riesen dafür schuldet. Fricka muss ihn voll Sorge daran erinnern. Doch Wotan tröstet sie, er vertraut auf Loge, der ihm zu dem Handel geraten hatte. Freia kommt in hastiger Flucht vor den Riesen, die ihren Lohn fordern. Wotan stellt die Abmachung, dass Freia dieser Lohn sein sollte, als Scherz hin und legt den Riesen nahe, sich etwas anderes zu überlegen. Sie weigern sich und erinnern Wotan daran, dass seine Gesetze keine Gültigkeit mehr hätten, wenn er selbst sie brechen würde. Inzwischen sind Donner und Froh eingetroffen. Sie versuchen, durch Androhung von Gewalt die Riesen zum Verzicht zu zwingen; doch Wotan wehrt dem Streit. Er muss seine Gesetze, auf die auch seine eigene Macht gebaut ist, wohl oder übel auch selbst einhalten. Schon glaubt Freia sich verloren, da taucht Loge auf.
Wotan erinnert Loge an sein Versprechen, den „schlimmen Handel zu schlichten“. Der allerdings erwidert, er hätte lediglich versprochen, alles zu versuchen, was in seiner Macht steht – „Doch dass sich fände, was nie sich fügt, was nie gelingt, wie ließ’ sich das wohl geloben?“ Donner und Froh, die sowieso nicht gut auf Loge zu sprechen sind, werden aggressiv. Wotan hält sie jedoch zurück. Er vermutet hinter Loges Tücke doch noch eine Lösung seiner Lage. Loge erzählt, dass er überall versucht habe, einen zu finden, der für Gold die Liebe ließe. Jedoch „wo Kraft nur sich rührt, … in Wasser, Erd’ und Luft, lassen will nichts von Lieb’ und Weib“. Nur einen fand er, der der Liebe abschwor: Alberich. Er schildert den Vorfall, wie dieser zu dem begehrten Gold kam und Macht erlangte. Fafner und Fasolt ahnen, dass auch sie Leidtragende dieser neuen Macht werden könnten, und beratschlagen sich. Fafner überredet seinen verliebten und weichherzigen Bruder, anstelle Freias das Gold der Nibelungen zu nehmen und somit auch hier Liebe gegen Gold zu tauschen.
Auch Wotan reizt der Zauber des Golds. Er will es selbst gewinnen; allerdings nicht, um es an die Riesen weiterzugeben. Diese nehmen zunächst Freia, gegen den Einspruch ihrer Brüder, als Pfand mit – unter der Ankündigung, gegen Abend wiederzukommen, um sie für das Gold einzutauschen. Mit dem Verlust Freias verlieren die Götter schnell an Farbe und Frische. Die Quelle ihrer Jugend ist ihnen genommen. Nur Loge kümmert das wenig, da Freia in der Vergangenheit an ihn wenig gedacht hat, und er verspottet die Götter. Listig rät er Wotan, den Nibelungenschatz zu rauben, um so Freia zurückzugewinnen: „Was ein Dieb stahl, das stiehlst du dem Dieb: ward leichter ein Eigen erlangt?“ Wotan ist in der Zwickmühle. Verträge hin oder her, er entschließt sich zum „geringeren Übel“, zum Raub des Goldes. Mit Loge macht er sich auf den Weg hinab nach Nibelheim und „schwingt“ sich mit ihm durch die „Schwefelkluft“.
Orchesterzwischenspiel: Fahrt in „Nibelheims nächtiges Reich“.
- 3. Szene: Unterirdische Kluft

Alberich ist inzwischen der Herrscher der Nibelungen geworden und lebt mit seinem Volk in den Tiefen der Erde. Wotan und Loge treffen zuerst auf Mime, den Bruder Alberichs und meisterlichen Schmied. Ihn hat Alberich durch die Kraft des Rings gezwungen, einen Tarnhelm zu schmieden, mit dem er (Alberich) jetzt überall gegenwärtig ist und alle Nibelungen, auch Mime, zur Arbeit anpeitscht, damit sie ihm den Nibelungen-Hort aufhäufen. Als Wotan und Loge eintreffen, stöhnt Mime noch von den Schlägen des Bruders, der sich nach Belieben unsichtbar („Nacht und Nebel, niemand gleich“) machen kann.
Alberich taucht auf und sieht seinen Bruder mit den Fremden zusammen. Er erkennt Wotan und Loge, „das schweifende Paar“, und kündigt den „Lichtalben“, den Göttern, ein schlimmes Ende an: Habe er erst einmal Schätze genug gesammelt, dann wolle er sich Helden kaufen, Walhalls Höhen stürmen und die Weltherrschaft an sich reißen. Dann möge sich auch erfüllen, was die Rheintöchter ihm versagt haben:
Denn dient ihr Männer erst meiner Macht,
eure schmucken Frauen – die mein Frei’n verschmäht –
sie zwingt zur Lust sich der Zwerg, lacht Liebe ihm nicht.
Schon will Wotan empört auffahren, da rät Loge zur Mäßigung. Er greift zur List: Sie seien gekommen, um sich davon zu überzeugen, was man überall schon staunend über Nibelheim erzählt, dass man hier nämlich ungeheure Schätze berge und der mächtige Alberich sich in jedes Tier nach Belieben verwandeln könne. Alberich fühlt sich geschmeichelt und geht auf die Bitte Loges ein, sich in ein riesiges Ungeheuer zu verwandeln. Loge macht das Theater mit und bricht beim Anblick des Monsters in lautes Angst-Schreien aus. Mit bebender Stimme zollt er dem wiedererscheinenden Alberich seine Anerkennung. Allein – er gibt sich noch nicht vollkommen überzeugt – ob sich Alberich wohl auch in ein ganz kleines Tier verwandeln könne? Alberich verhöhnt den Zweifelnden und taucht nach kurzer Zeit in Krötengestalt auf. Loge hat nun Alberich überlistet. Er und Wotan greifen rasch die Kröte und entreißen ihr die Tarnkappe. Alberich ist gefangen. Sie binden ihn und bringen ihn schnell hinauf zur Anhöhe über dem Rhein.
- 4. Szene: Freie Gegend auf Bergeshöhen

Alberich wird durch die Götter gedemütigt. Um sein Leben zu retten, muss er nicht nur – zu seiner Schmach von den Göttern geknebelt und gefesselt – den ganzen Nibelungen-Hort durch sein Volk herbeischleppen lassen, sondern auch Tarnkappe und Ring abliefern. Kaum ist er frei, verflucht er in maßloser Wut den Ring:
Wie durch Fluch er mir geriet, verflucht sei dieser Ring!
Gab sein Gold mir Macht ohne Maß,
nun zeug’ sein Zauber Tod dem, der ihn trägt!
Kein Froher soll seiner sich freun;
keinem Glücklichen lache sein lichter Glanz!
Wer ihn besitzt, den sehre die Sorge,
und wer ihn nicht hat, den nage der Neid!
Jeder giere nach seinem Gut,
doch keiner genieße mit Nutzen sein!
Wotan achtet nicht auf diesen Fluch („hörtest du seinen Liebesgruß?“) und steckt sich den geraubten Ring an seinen Finger; ihn blendet der Zauber des Goldes. Fasolt und Fafner erscheinen mit Freia, auch Fricka, Donner und Froh eilen herbei. Die Riesen verlangen den Nibelungenschatz und fordern, dass Freia mit so viel Gold bedeckt werde, dass sie nicht mehr zu sehen ist. Dazu muss zuletzt auch der Tarnhelm, später auch noch der Ring darangegeben werden, so will es Fafner. Wotan, der schon im Banne der Macht des Rings steht, verweigert jedoch seine Herausgabe. Er nimmt in Kauf, dass die Riesen dann Freia für immer fortführen. Da taucht aus der Tiefe die ur-weise Erda auf. Sie warnt Wotan vor der verderblichen Macht des Rings. Wotan ahnt, dass die „Urmutter“ mehr weiß, als sie auszusagen bereit ist. Er will sie fassen, ihr in das Erdreich folgen, wird aber von Fricka und Froh zurückgehalten. Er besinnt sich und gibt den Ring her. Und schon erweist sich Alberichs Fluch auf furchtbare Weise: Kaum gehört der Ring den Riesen, kommt es zwischen ihnen zum Streit. Fafner erschlägt seinen Bruder Fasolt und entreißt ihm den Ring.
Eine brütende Atmosphäre lagert über der Szene und lässt keine Freude mehr aufkommen. Donner, der Gott des Gewitters, zieht das „schwüle Gedünst“ zusammen und lässt durch einen Blitz eine Entspannung vom „trüben Druck“ eintreten. Dann fordert er seinen Bruder Froh auf, eine Brücke von der Hochebene zur Burg hinüber zu schlagen: einen Regenbogen. Wotan gibt der Burg den Namen Walhall und bittet Fricka, ihm dorthin zu folgen. Loge, der schon das kommende Ende der Götter voraussieht („Ihrem Ende eilen sie zu, die so stark in Bestehen sich wähnen …“), hält sich beim Aufbruch der Götter zurück. Aus der Tiefe des Rheintals dringt die Klage der Rheintöchter herauf: „Gebt uns das Gold, das Reine, zurück!“ Erzürnt befiehlt Wotan Loge, die Klagenden zum Schweigen zu bringen, worauf Loge ihnen zynisch rät, in Ermangelung des Rheingoldes sich fortan „in der Götter neuem Glanze“ zu sonnen. Während die Götter siegessicher und selbstgefällig mit bombastischer Musik in ihr neues Machtzentrum Walhall einziehen, klagen warnend die Rheintöchter:
Traulich und treu ist's nur in der Tiefe:
falsch und feig ist, was dort oben sich freut!

### Zwischengeschichte
Wotan, der immer noch an die warnende Erda denkt, schwingt sich „in den Schoß der Welt“ hinab, um mehr über sein Schicksal zu erfahren. Erda kündigt ihm ein schmähliches Ende an. Wotan will dem entgehen und hat einen Plan. Er bezwingt Erda „mit Liebeszauber“; sie gebiert ihm die Tochter Brünnhilde. Noch durch andere Frauen, die nicht näher genannt werden, wird Wotan der Vater von acht weiteren Mädchen, die mit Brünnhilde die neun Walküren werden. Sie sind sozusagen seine „Leibgarde“ und sollen gefallene Helden in Walhall sammeln, und mit dieser Armee von gestorbenen Helden will Wotan gegen den zu erwartenden Angriff Alberichs gewappnet zu sein. Somit konnte sich Wotan inzwischen einen Schutzwall zur Absicherung seiner Macht errichten.
Vor einem allerdings fürchtet sich Wotan: dass Alberich den Ring zurückgewinnt, den derzeit Fafner besitzt, der sich in einen Lindwurm verwandelt hat und seinen Schatz in einer Höhle ungenutzt bewacht: „Dann wäre Walhall verloren.“ Alberich könnte dann Wotans eigene Helden gegen ihn aufbringen. Deshalb hatte Wotan schon erwogen, Fafner den Ring zu entreißen, aber „der durch Verträge ich Herr, den Verträgen bin ich nun Knecht!“ Er kann nicht gegen seine eigenen Gesetze handeln („in eigne Fesseln fing ich mich“). Nur einen Ausweg gibt es für ihn: dass ein Mensch sich gegen ihn, den Gott, erhebt und die von ihm selbst geschaffene Ordnung auflöst. Doch diesen „Freien“ kann und darf er als Gott nicht selber zeugen und leiten: „denn selbst muss der Freie sich schaffen“. Aber wenn er als einfacher „Mensch“ einen Nachfolger hätte, könnte dieser nicht in seinem Sinne frei handeln?
Mit diesem „Hintergedanken“ zeugt er als unerkannter Gott, als „Wälse“, mit einer Menschenfrau das Geschwisterpaar Siegmund und Sieglinde und wohnt mit ihnen im Wald. Er erzieht seinen Sohn zu einem mutigen Manne und verheißt ihm, dass er in der Stunde höchster Not ein Zauberschwert finden werde – das er Notung nannte –, mit dem er in einem entscheidenden Kampfe siegen würde. Eines Tages kehren Wotan und Siegmund von der Jagd zurück und finden ihre Hütte verbrannt, von Feinden angesteckt, die Mutter tot und Sieglinde verschleppt. Lange Jahre leben beide dann allein im „wilden Wald“ und werden in der ganzen Gegend wegen ihrer Stärke und Erfolge gefürchtet.
Sieglinde ist inzwischen von ihren Räubern als Braut an Hunding verschachert worden, dessen Sippe in der Nähe haust. Am Hochzeitsabend, während Sieglinde traurig vor sich hin sinnt, tritt Wotan, als Wanderer verkleidet, in die Hütte ein. Niemand wagt, sich gegen ihn zu stellen. Er stößt sein Schwert bis zum Heft in den Stamm der Esche, die mitten im Raum steht. Dem solle diese Waffe gehören, der sie aus dem Stamm zu ziehen vermag, kündet der Wanderer. Sieglinde ahnt, wer der Fremde ist. Alle Hochzeitsgäste versuchen sich nach Wotans Verschwinden an der Klinge. Es gelingt keinem.
Bei einem erneuten Angriff im Wald wird Siegmund vom Vater getrennt. Offensichtlich hat Wotan das bewusst so eingefädelt, denn Siegmund soll ohne göttliche Unterstützung seinen Weg finden. Siegmund allein sucht nun in der menschlichen Gesellschaft Anschluss. Ihn „drängt es zu Männern und Frauen“. Doch immer wird er geächtet. Eines Tages, als er einem Mädchen hilft, das gegen ihren Willen mit einem ungeliebten Mann verheiratet werden soll, kommt es zu einer Auseinandersetzung. Im Kampf erschlägt Siegmund die Familie des Mädchens und wird daraufhin von den Sippenangehörigen verfolgt.

### „Die Walküre“
Orchester: Gewittersturm und Flucht Siegmunds
- 1. Aufzug: Das Innere eines Wohnraumes

Siegmund flieht durch den Wald, bis er schließlich, am Ende seiner Kraft, eine Hütte entdeckt, eindringt und zu Boden fällt. Eine Frau ist allein in der Hütte, sieht ihn und versorgt ihn mit Wasser. Es ist Sieglinde, seine Zwillingsschwester. Noch erkennen sie einander nicht. Hunding tritt ein und betrachtet verwundert den Fremden. Sieglinde erklärt ihm, was geschehen ist. Hunding fällt sofort die Ähnlichkeit der Zwillinge auf: „Der gleißende Wurm glänzt auch ihm aus dem Auge.“ Er fordert Siegmund auf, zu bekennen, wer er sei. Nach einigem Zögern erzählt dieser seine Geschichte. Die Sache spitzt sich zu, als sich herausstellt, dass Hunding zu eben jener Sippe gehört, von der Siegmund einige getötet hat und vor der er sich jetzt auf der Flucht befindet. Hunding gibt seinem Gast eine Schonfrist:
Mein Haus hütet Wölfing, dich heut;
für die Nacht nahm ich dich auf:
mit starker Waffe doch wehre dich morgen;
zum Kampf kies ich den Tag:
für Tote zahlst du mir Zoll.
Siegmund, waffenlos in der Falle im Haus des Feindes, ruft seinen Vater Wälse an, wo das versprochene Schwert sei, das er in höchster Not fände. Ein Lichtstrahl von der letzten Glut im verlöschenden Herdfeuer lenkt seinen Blick auf den glänzenden Griff des Schwertes im Stamm der Esche („Welch ein Strahl bricht aus der Esche Stamm?“), das er jedoch nicht erkennt, sondern phantasievoll als „Blick der blühenden Frau, den dort haftend sie hinter sich ließ“ interpretiert. Als er in den Schlaf sinkt, schleicht sich Sieglinde zu ihm. Sie hat Hunding mit einem Schlaftrunk betäubt, um Siegmund die Flucht zu ermöglichen. Sie schildert, wie sie zu dem ungeliebten Hunding kam und dass ein mysteriöser Fremder ein Schwert in den Stamm stieß, das niemand herauszuziehen vermochte und nur dem Stärksten bestimmt sei. Beide erzählen aus ihrer Vergangenheit und entdecken, dass sie Geschwister sind („Winterstürme wichen dem Wonnemond“). Siegmund erkennt das ihm verheißene Schwert, dem er den Namen „Notung“ gibt, und zieht es in ekstatischer Begeisterung aus dem Stamm. Berauscht von gegenseitiger Liebe vollziehen sie den Liebesakt („Braut und Schwester bist du dem Bruder – so blühe denn Wälsungenblut!“) und fliehen dann in die Frühlingsnacht hinaus.
- 2. Aufzug: Wildes Felsengebirge

Hunding erfährt wenige Stunden danach von der Flucht und ruft Fricka, der Ehe Hüterin, an. Sie erschaudert vor der blutschänderischen Tat und sucht ihren Gatten auf, um Rache von ihm zu fordern. Wotan denkt zuerst nicht daran und zeigt ganz offen sein Wohlgefallen an dem liebenden Zwillingspaar.
Was so Schlimmes schuf das Paar,
das liebend einte der Lenz?
Der Minne Zauber entzückte sie:
wer büßt mir der Minne Macht?
Er versucht Fricka zu beweisen, dass Siegmund zu ihrer aller Segen leben muss, um den Ring zurückzugewinnen und ihre Macht zu sichern. Verzweifelt versucht er die Hüterin der Moral von seinen übergeordneten Strategien zu überzeugen:
Nichts lerntest du, wollt' ich dich lehren,
was nie du erkennen kannst, eh' dir ertagte die Tat.
Stets Gewohntes nur magst du verstehn:
doch was noch nie sich traf,
danach trachtet mein Sinn!
Wotan muss sich schließlich (wiederum) den eigenen Gesetzen und den Moralvorstellungen seiner Frau beugen und befiehlt seiner Tochter Brünnhilde, entgegen seinem früheren Befehl, im anstehenden Kampf zwischen Siegmund und Hunding den letzteren zu schützen, damit Siegmund falle. Brünnhilde versteht ihren Vater nicht und fragt nach dem Grund für seinen Sinneswandel. Wotan enthüllt ihr vertrauensvoll („mit mir nur rat' ich, red' ich zu dir“) die schicksalhafte Verstrickung, in der er sich befindet. Das, was er einstmals im Guten erstrebte, wird ihm jetzt zum Fluch. Erda hatte ihm einst verheißen, dass der Götter Ende nahe sei, wenn es dem „Liebelosen“ gelänge, einen Sohn zu zeugen. Dies habe Alberich inzwischen geschafft, berichtet Wotan weiter. Er habe sich die Gunst einer Frau mit Gold erkauft. Sie gebar einen Sohn, der nun ein „Nibelungssohn“ sei. Wenn dieser in den Besitz des Ringes gelangen würde, dann wäre alles verloren. Wotan, inzwischen mutlos geworden und die Welt verachtend, die ihm „einst gelacht“, zieht ein Fazit seiner Herrschaft:
Götternot! Götternot! endloser Grimm!
Ewiger Gram! Der Traurigste bin ich von allen!
Fahre denn hin, herrische Pracht,
göttlichen Prunkes prahlende Schmach!
Zusammen breche, was ich gebaut!
Auf geb' ich mein Werk;
nur eines will ich noch: das Ende – das Ende!
Und für das Ende sorgt Alberich!
Brünnhilde muss widerwillig dem Gebot ihres Vaters folgen und erscheint vor Siegmund, der die von der Flucht erschöpfte Schwester in seinen Armen hält, um ihm den Tod anzukündigen. Siegmund ist jedoch eher willens, seine Schwester zu töten, als sie auf der Erde allein zurückzulassen. Gerührt von der Stärke dieser Liebe, trotzt Brünnhilde dem väterlichen Befehl und verspricht Siegmund ihren Schutz. Schon hört man Hunding, der seinen Rivalen zum Kampf fordert. Doch dann greift Wotan ein und zerschlägt Siegmunds Schwert mit seinem Speer. Somit kann Hunding Siegmund töten. Brünnhilde ist entsetzt. Geistesgegenwärtig sammelt sie die Schwertstücke ein und flieht mit Sieglinde. Wotan, verbittert über den Tod seines Sohns, tötet Hunding mit einem einzigen, verächtlichen Wort: „Geh!“ Dann entsinnt er sich des Trotzes der eigenen Tochter, die es „gewagt“ hatte, gegen seinen Befehl zu handeln und jagt ihr nach.
- 3. Aufzug: Auf dem Gipfel eines Felsenberges

Orchester: Walkürenritt
Brünnhilde sucht bei ihren Schwestern, den Walküren, Zuflucht. Doch aus Angst vor dem Groll ihres „Walvaters“ Wotan verweigern die Schwestern ihre Hilfe. Brünnhilde sieht keinen anderen Ausweg, als Sieglinde allein fliehen zu lassen. Sie kündigt ihr einen Sohn an, für den sie die Schwertstücke aufbewahren und den sie Siegfried nennen soll. Sieglinde flieht und bedankt sich „vorauswissend“ bei Brünnhilde:
Für ihn, den wir liebten, rett' ich das Liebste:
meines Dankes Lohn lache dir einst!
Lebe wohl! Dich segnet Sieglindes Weh!
Wotan erscheint und zieht sie – noch immer wütend – zur Rechenschaft. Er will Brünnhilde zunächst der härtesten Strafe aussetzen, nämlich sie in Schlaf versetzen und dem Erstbesten, der vorbeikommt und sie weckt, als Frau überlassen. Doch Brünnhilde gelingt es, ihre Strafe insofern abzumildern, als sie nicht jeder Feigling erwecken kann. Hin- und hergerissen, zwischen Zorn, Gesetzestreue und Vaterliebe, nimmt Wotan gerührt Abschied von seiner Lieblingstochter. („Leb wohl, du kühnes herrliches Kind, du meines Herzens heiliger Stolz“) Er ruft Loge und befiehlt ihm, rund um den Felsen, auf dem Brünnhilde schläft, ein riesiges Feuer zu entfachen, das nur ein mutiger, furchtloser Held durchdringen soll: „Wer meines Speeres Spitze fürchtet, durchschreite das Feuer nie.“ (Feuerzauber)

### „Siegfried“
- 1. Aufzug: Wald

Sieglinde hatte inzwischen Mime in seiner Waldhöhle gefunden und ihren Sohn geboren. Sie starb dabei. Zuvor vermachte sie dem Schmied die Schwertstücke und bat ihn, ihr Kind „Siegfried“ zu nennen und zu erziehen. Mime zog den Säugling mehr widerwillig auf, in der Hoffnung, sich einen Helden zu schaffen, der einst den Lindwurm Fafner erschlagen und ihn, Mime, in den Besitz von Ring und Schatz bringen könne. Die Erziehung will allerdings nicht recht gelingen. Der heranwachsende Siegfried, ein arger Rüpel, mag seinen „Vater“ nicht; er hört nicht auf ihn und zieht lieber frei im Wald umher.
Mime versucht indessen, seinem Ziehsohn ein gutes Schwert zu schmieden, aber für den starken Knaben ist keine Waffe hart genug. Eines Tages dringt Siegfried mit einer bestimmten Frage in ihn. Aus der Beobachtung der Tierwelt hat er gelernt, dass zu einer Familie auch eine Mutter gehört. Zuerst versucht Mime „seinem Kind“ zu erklären, dass er „Vater und Mutter zugleich“ sei, muss dann aber dem auffahrenden Jüngling schließlich die wahre Geschichte seiner Herkunft erzählen („als zullendes Kind, zog ich dich auf“). Auch zeigt er ihm nun die Stücke des Schwertes, das einmal sein Vater geführt haben soll. Siegfried befiehlt ihm voller Begeisterung, aus den Stücken ein neues Schwert zu schmieden. Mit der Vorfreude auf die neue Waffe läuft er in den Wald hinaus.
Während Mime noch grübelt, wie er die Stücke schmieden soll, tritt ein Wanderer herein. Es ist Wotan, der das Treiben der Welt nur noch als Zuschauer erleben will. Um dem unwirschen Schmied das Gastrecht abzuringen, setzt er sein Haupt „der Wissens Wette zum Pfand“. Der Zwerg macht dem Wanderer die Wette zu einfach: er fragt nach den Bewohnern in „der Erde Tiefe“ (die Nibelungen), auf „der Erde Rücken“ (die Riesen) und auf „wolkigen Höhen“ (die Götter). Auch vermag Mime zwei Fragen Wotans zu beantworten: Nach Wotans Wunschgeschlecht (die Wälsungen), und nach dem Schwert, das zu Fafners Tod taugt (Notung). Da der Schmied jedoch die dritte Frage nicht lösen kann – die Frage nämlich, „wer wird aus den starken Stücken Notung, das Schwert, wohl schweißen“ –, ist Mimes Haupt dem Wanderer verfallen. Großmütig schenkt dieser jedoch Mimes Haupt demjenigen, „der das Fürchten nicht gelernt“, und weissagt dem Schmied außerdem: „Nur wer das Fürchten nie erfuhr, schmiedet Notung neu“. Mime ist entsetzt, in einer „fürchterlichen Zwickmühle“, und fürchtet sich mächtig, als der Wanderer lachend und mit Blitz und Donner davonzieht:
Verfluchtes Licht! Was flammt dort die Luft?
Was flackert und lackert, was flimmert und schwirrt,
was schwebt dort und webt und wabert umher?
Dort glimmert’s und glitzt’s in der Sonne Glut!
Was säuselt und summt und saust nun gar?
Es brummt und braust und prasselt hierher!
Dort bricht’s durch den Wald, will auf mich zu!
Ein grässlicher Rachen reißt sich mir auf:
der Wurm will mich fangen! Fafner! Fafner!
Siegfried, der zurückkehrt, findet Mime in großer Angst unter dem Amboss und muss sich vom Zwerg anhören, was Furcht ist. Da er das nicht versteht, Mime aber – nach der Begegnung mit dem Wanderer – ein vitales Interesse daran hat, dass Siegfried das Fürchten lernt, will Mime ihn zu einem „schlimmen Wurm“ führen, der ihm das Fürchten schon beibringen werde. Dazu bedarf es allerdings eines scharfen Schwertes. Siegfried, der nicht länger mehr auf Mimes Schmiedekunst setzen will, geht nun daran, sich selbst das Schwert Notung zu schmieden. Auf eine unkonventionelle Art – Mime ist ganz entsetzt – zerraspelt Siegfried die Stücke zu Pulver, schmilzt es „zu Brei“, gießt es in eine Form und kühlt das heiße Eisen in kaltem Wasser ab (und „erfindet“ so den harten Stahl). Er schafft sich somit ein völlig neues Schwert: er überwindet das „Bewährte“ und geht nach einer neuen Methode vor. Eine Bedingung wäre damit erfüllt: Dass nur ein freier Held, der aus sich selbst wirkt, die von Wotan ersehnte Tat vollbringen könne. Wotan wäre begeistert gewesen.
Mime kocht indessen einen Trank („aus Eiern braut der Alte ihm Sud“), der Siegfried nach dem Drachenkampf die Besinnung rauben soll, um ihn dann leicht töten zu können. Während Siegfried seine Schmiedelieder singt („Notung! Notung! Neidliches Schwert“), monologisiert Mime über seine hinterhältigen Pläne und sieht sich bereits als König und „Walter des Alls!“ Mit dem fertigen Schwert zerhaut Siegfried mit einem mächtigen Schlag den Amboss: „Verzückt fällt Mime vor Schreck sitzlings zu Boden. Siegfried hält jauchzend das Schwert in die Höhe“ (so die genaue Regieanweisung Wagners).
- 2. Aufzug: Tiefer Wald

Alberich wacht vor der Höhle des Lindwurms Fafner und wartet, „düsternd brütend“, auf den erhofften Drachentöter. Stattdessen erscheint Wotan. Die beiden Rivalen um die Macht der Welt stehen sich wieder gegenüber. Doch Wotan ist ein anderer als damals. Ihn interessiert der Ring, das Symbol der Macht, nicht mehr. Im Gegenteil: Er behandelt Alberich freundlich und bietet ihm sogar an, den Drachen aufzuwecken, um diesen vor dem nahenden „Drachentöter“ zu warnen. Fafner schlägt die Warnung in den Wind und schläft weiter („Ich lieg', und besitze: – laßt mich schlafen!“). Resigniert rät Wotan dem wartenden Alberich, allem seinen Lauf zu lassen: „Alles ist nach seiner Art, an ihr wirst du nichts ändern.“
Wotan verschwindet wieder im Wald, Alberich schaut ihm zweifelnd nach („Da reitet er hin auf lichtem Roß: mir läßt er Sorg' und Spott“). Mime und Siegfried treten auf. Mime gibt Siegfried noch einige Ratschläge und zieht sich sicherheitshalber, und auf seine Chance lauernd, in den Wald zurück und denkt laut: „Siegfried und Fafner – oh, brächten beide sich um!“ Siegfried genießt die Stille des Waldes und beobachtet einen Vogel (Waldweben). Er versucht, mit seinem Horn dessen Stimme nachzuahmen: Vergebens, dafür aber weckt er den Lindwurm. Es kommt zum Kampf zwischen den beiden ungleichen Gegnern. Mit Notung im Herzen, bricht Fafner schließlich zusammen. Wohl erkennend, dass der Knabe dem Fluch des Ringes unterliegt, und versöhnlich im Sterben, warnt Fafner seinen Bezwinger vor Mimes Hinterlist.
Blicke nun hell, blühender Knabe; des Hortes Herrn umringt Verrat:
der dich Blinden reizte zur Tat, berät nun des Blühenden Tod.
Merk' wie's endet: – acht' auf mich!
Siegfried zieht das Schwert aus Fafners Brust, leckt unwillkürlich an dessen Blut und versteht plötzlich die Sprache der Vögel. Sie singen ihm zu, er solle jetzt auch den Nibelungenhort samt Ring und Tarnhelm in Besitz nehmen. Während er sich in die Höhle begibt, kommen Mime und Alberich und streiten sich, denn beide wollen nun ebenfalls den Schatz. Höhnend weist Alberich jeden Gedanken an Teilung des Hortes oder gar die Abtretung des Tarnhelms von sich. Mime droht im Gegenzug, sein Recht auf die Beute mit Hilfe Siegfrieds durchzusetzen. Die beiden Brüder trennen sich hastig, als Siegfried wieder im Eingang der Höhle erscheint. Mime begrüßt Siegfried heuchelnd als Held und will ihm zur Labung seinen Trank anbieten. Doch Siegfried hört, gewarnt vom Gesang des Waldvogels, auch in seinen Reden die böse Absicht heraus, dass er ihm „doch nur den Kopf abhaun'“ wolle. Angewidert erschlägt er „den ekligen Schwätzer“ Mime, im Hintergrund hört man Alberichs höhnisches Lachen. Inzwischen mussten bereits fünf Beteiligte beim Kampf um den verfluchten Ring ihr Leben lassen. Siegfried versteht das alles nicht und befragt das Waldvöglein, das nun von Brünnhilde, dem „herrlichsten Weib“ singt, die auf einem feuerumringten Felsen darauf wartet, von einem Furchtlosen erweckt zu werden. Sofort macht sich der junge Drachentöter auf.
- 3. Aufzug: Wilde Gegend

Wotan ruft noch einmal Erda herauf, um bei ihr Rat zu suchen. Doch Erda kann ihm nicht mehr helfen, „wild und kraus kreist die Welt“, ihre „Urmutterweisheit“ ist am Ende. Wotan will ein rasches Ende der Götterherrschaft und den „wonnigsten Wälsung“ (Siegfried), mit Hilfe der noch immer schlafenden Brünnhilde, als Erben einsetzen. Da naht Siegfried. Wotan verstellt ihm den Weg. Er hält den Jüngling auf, indem er ihn nach der Herkunft des Schwertes fragt. Siegfried nennt es stolz sein eigenes, neu geschaffenes Werk und drängt immer mehr auf Wotan ein, den er nicht kennt und vor dem er keinerlei Respekt zeigt. Wotan setzt Siegfried zuletzt seinen Speer entgegen und gibt sich als der zu erkennen, der seinem Vater einst das Schwert zerschlug. Doch Siegfried weicht nicht und zertrümmert mit einem Schlag den Speer des Gottes. Wotan weicht – endgültig resignierend (und doch erleichtert) – dem, „der das Fürchten nicht gelernt“. Der Weg zu Brünnhilde ist frei, mühelos durchschreitet Siegfried das Feuer und findet die schlafende Walküre. Er entfernt Helm und Rüstung und erkennt, dass es „kein Mann“ ist – nie zuvor hat Siegfried eine Frau gesehen. Er ist entsetzt: „Wen ruf' ich zum Heil, daß er mir helfe? – Mutter! Mutter! Gedenke mein!“ Da kein Rufen hilft, küsst er sie mit einem langen Kuss. Brünnhilde erwacht (nach der Regie-Anweisung Wagners) „langsam und feierlich sich zum Sitze aufrichtend“ und begrüßt ihr neues Leben:
Orchester: Brünnhildes Erwachen
Heil dir, Sonne! Heil dir, Licht!
Heil dir, leuchtender Tag!
Lang war mein Schlaf; ich bin erwacht:
Wer ist der Held, der mich erweckt?
Beide erleben nun, zuerst scheu, dann voll Angst und Furcht, das Erwachen ihrer Gefühle zueinander und blicken zurück auf ihre schicksalhafte Vergangenheit. Schließlich umarmen sie sich leidenschaftlich mit einem rauschhaften Ausbruch der alles überwältigenden Liebe: („leuchtende Liebe, lachender Tod“).

### „Götterdämmerung“
- Vorspiel: Auf dem Walkürenfelsen

Die Nornen, „urerschaff’ne“ Töchter der Erda, spinnen das Seil des Schicksals und rekapitulieren das bisher Geschehene. Abrupt endet jedoch ihr visionäres Erinnern, als das Seil, von dem sie das Geschehene gleichsam ablesen, reißt.
Orchester: Morgendämmerung
Siegfried und Brünnhilde tauschen am Morgen Liebeszeichen aus: Siegfried überlässt Brünnhilde den Ring, sie schenkt ihm ihr Ross ‚Grane‘ und sendet ihn aus: „zu neuen Taten, teurer Helde“. Sie schwören sich ewige Treue und ewige Liebe, bevor Siegfried voller Übermut zu neuen Abenteuern aufbricht.
Orchester: Siegfrieds Rheinfahrt
- 1. Aufzug, 1. Szene: Die Halle der Gibichungen am Rhein

Siegfried kommt an den Hof der Gibichungen an den Rhein, wo Gunther, Gutrune und Hagen weilen. Dort hat man schon von ihm und seinem Nibelungenhort gehört. Hagen, Halbbruder der beiden Gibichungen und Sohn Alberichs (mit Grimhild, der Mutter der Gibichungen), verfolgt einen raffinierten Plan. Er weckt die Begehrlichkeit Gunthers, den Schatz und Brünnhilde, „das hehrste Weib der Welt“, zu gewinnen, und die Begehrlichkeit Gutrunes, Siegfried, „den stärksten Helden“, zum Manne sich zu wünschen. Mit Hilfe eines „Willkommen-Trankes“ manipuliert er Siegfried, sodass dieser tatsächlich Brünnhilde vergisst und Gutrune sich zum Weibe wünscht. Siegfried ist sogar bereit, Blutsbrüderschaft mit Gunther zu schließen und für ihn – als Gunther verkleidet – Brünnhilde zu erobern, was für ihn mit Hilfe des Tarnhelms eine Kleinigkeit ist. Siegfried und Gunther machen sich auf zum Walkürenfelsen. Der „reine Tor“ Siegfried ist somit zum willigen Werkzeug des intriganten Hagen geworden, der zurückbleibt, die Halle bewacht und nur eines im Kopfe hat: den Ring, den Siegfried ihm bringen soll.
- 1. Aufzug, 2. Szene: Die Felsenhöhe (wie im Vorspiel)

Zur gleichen Zeit wird Brünnhilde von ihrer Schwester Waltraute aufgesucht. Diese berichtet, dass sich in Walhall Entscheidendes getan hat (Waltrautes Erzählung). Wotan sei kürzlich von seinen rastlosen Wanderungen zurückgekehrt, die Stücke seines zerschlagenen Speeres in der Hand haltend. Er habe dann alle Götter und Helden um sich versammelt und die Welt-Esche fällen und zu einem riesigen Scheiterhaufen rund um Walhall schichten lassen. Nun säße er nur noch da, auf „hehrem Sitze, stumm und ernst“. Seine beiden Raben habe er in die Welt hinaus gesandt, um die Entwicklung verfolgen zu können. Ach, kämen sie doch heim mit der Botschaft, dass Brünnhilde den Ring doch wieder den Rheintöchtern zurückgäbe, „von des Fluches Last erlöst wär’ Gott und Welt“. Mit dieser Bitte sei sie (Waltraute) nun zu ihr gekommen. Brünnhilde ist entsetzt über das Ansinnen Wotans, Siegfrieds Liebespfand (der Ring) ist ihr weit wichtiger als der Götter und der Welt Elend. Erfolglos muss Waltraute zurück reiten.
Brünnhilde hört Siegfrieds Horn, lacht ihrem Geliebten entgegen und ist dann zu Tode erschrocken, als ein Unbekannter vor ihr steht: es ist Siegfried, in Gunthers Gestalt. Er entreißt Brünnhilde den Ring und zwingt sie, die Nacht mit ihm zu verbringen. Aus Treue zu Gunther legt er sein Schwert zwischen sich und die Frau – die ja eigentlich seine Frau ist (dessen er sich allerdings infolge der Wirkung des „Vergessenstrankes“ nicht mehr bewusst ist.)
- 2. Aufzug: Uferraum (vor der Halle der Gibichungen)

Hagen bewacht immer noch die Halle und erhält im Traume Besuch seines Vaters Alberich. Dieser schärft ihm nochmals ein, alles zu tun, um den Ring zu gewinnen:
Ich – und du! Wir erben die Welt.
Den goldnen Ring, den Reif gilt’s zu erringen!
Dich Zaglosen zeugt’ ich mir ja,
zu zähem Haß erzog ich doch Hagen:
der soll mich nun rächen, den Ring gewinnen,
dem Wälsung und Wotan zum Hohn.
Schwörst du mir's, Hagen mein Sohn?
Siegfried versetzt sich am nächsten Morgen mit Hilfe des Tarnhelms zurück in Gunthers Burg an den Rhein. Angeberisch berichtet er Hagen, wie er Brünnhilde als Braut für Gunther geraubt hat, und zeigt stolz eine weitere Beute: den Ring. Beide, Gunther und Brünnhilde, würden gleich als Brautpaar erscheinen und sich über einen gebührenden Empfang sicherlich freuen. Hagen ruft mit seinem Horn die Gibichsmannen, seine Leibgarde, zusammen und lässt Vorbereitungen zum Empfang für Gunther und seine Braut treffen. Diese ziehen feierlich ein: Brünnhilde steht fassungslos vor dem ahnungslosen (törichten) Siegfried. Sie versteht die ganze Situation nicht, erst recht nicht, als sie an Siegfrieds Hand den Ring erblickt, der doch eigentlich an Gunthers Hand – ihrem vermeintlichen Eroberer der letzten Nacht – stecken müsste:
Betrug! Betrug! Schändlichster Betrug!
Verrat! Verrat! Wie noch nie er gerächt!
Heilige Götter, himmlische Walter!
Lehrt ihr mich Leiden, wie keiner sie litt?
Schuft ihr mir Schmach, wie nie sie geschmerzt?
Welches Unholds List liegt hier verhohlen?
Welches Zaubers Rat regte dies auf?
Wo ist nun mein Wissen gegen dies Wirrsal?
Wo sind meine Runen gegen dies Rätsel?
Brünnhilde ist tief verletzt, sie ist entehrt, sie will Rache für den ungeheuerlichen Vertrauensbruch. Alles Blut der Welt könne dies Unrecht nicht wiedergutmachen, nur Siegfrieds Tod. Hagen bietet sich als Helfer an: „Betrogne Frau! Wer dich verriet, das räche ich.“ Brünnhilde weiß, dass Siegfried nur im Rücken verwundbar ist, und verrät es: „Im Kampfe nicht; doch – träfst du im Rücken ihn.“
Gunther sträubt sich zuerst gegen den geplanten Meuchelmord, Hagen aber weiß ihn an seiner Gier nach dem Ring zu packen und ihn zum gemeinsamen Mord zu überreden: „Siegfried falle!“, schwören sie zu dritt.
- 3. Aufzug, 1. Szene: Wildes Wald- und Felsental

Am folgenden Tag wird eine Jagd veranstaltet, an der auch Gunther, Hagen und Siegfried teilnehmen. Dieser kommt von der Fährte eines Bären ab und trifft auf die drei Rheintöchter. Die Nixen sind bereit, ihm zu dem verlorenen Wild zu verhelfen, wenn er ihnen den Ring, der an seiner Hand glänzt, schenkt. Zuerst zögert Siegfried, lässt sich dann jedoch erweichen und will großspurig den Wunsch der drei „Wasservögel“ erfüllen. Als diese jedoch von der gefährlichen Kraft des Rings berichten, trotzt er ihrem Flehen, prahlt mit seinen Erfolgen und kanzelt die warnenden Rheintöchter ab. („Im Wasser wie am Lande lernt' ich nun Weiberart: wer nicht ihrem Schmeicheln traut, den schrecken sie mit Drohn; wer dem nun kühnlich trotzt, dem kommt dann ihr Keifen dran“) So behält Siegfried den Ring und trifft wieder auf die Jagdgesellschaft. Er muss gestehen, dass er als einziger beutelos ist. Als Ausgleich singt er den Männern aus seinem früheren Leben vor, und zwar bis zu dem Punkt, bevor er Brünnhilde gewann. Da reicht Hagen dem „singenden Held“ einen Trank, der Siegfrieds Gedächtnis wieder belebt. Alle hören nun staunend von Siegfrieds Liebe zu Brünnhilde. Gunther ist als Ehemann Brünnhildes gekränkt, Hagen spielt den Rächer und stößt Siegfried von hinten nieder: „Meineid rächt ich“. Im Sterben erkennt Siegfried seinen Irrtum und seine Liebe zu Brünnhilde, seiner „heiligen Braut“. Er stirbt. „Die Mannen erheben die Leiche auf den Schild und geleiten sie in feierlichem Zuge über die Felsenhöhe langsam von dannen, …“, so die genaue Szenenbeschreibung Wagners.
- 3. Aufzug, 2. Szene: Die Halle der Gibichungen

Orchester: Trauermarsch
Gutrune ist entsetzt beim Anblick ihres toten Gatten und klagt Hagen an. Der nimmt stolz die Schuld am Tod des Helden auf sich und verlangt als Lohn den Ring. Hier berührt er allerdings auch Gunthers Interesse. Beide kämpfen um den Ring. Hagen ersticht seinen Bruder und will gerade den Ring von Siegfrieds Finger ziehen, da hebt sich zum Schrecken der Anwesenden der Arm des Toten in die Höhe.
Genau in diesem unheimlichen Augenblick tritt Brünnhilde auf („Schweigt eures Jammers jauchzenden Schwall!“) und bezeichnet sich als die eigentliche Geliebte und Ehefrau Siegfrieds. Sie will ihm in den Tod folgen und dadurch gleichzeitig den Fluch des Rings lösen. Sie lässt einen Scheiterhaufen errichten („starke Scheite schichtet mir dort am Rande des Rheins zuhauf“), nimmt den Ring von Siegfrieds Hand, setzt den Holzstoß in Brand, reitet mit ihrem Pferd Grane hinein und schickt Wotans Raben mit der Botschaft der Erlösung heim nach Walhall:
Fliegt heim, ihr Raben!
Raunt es eurem Herrn, was hier am Rhein ihr gehört!
An Brünnhildes Felsen fahrt vorbei.
Der dort noch lodert, weiset Loge nach Walhall!
Denn der Götter Ende dämmert nun auf.
So – werf’ ich den Brand in Walhalls prangende Burg.
Das Ende der bisherigen Weltordnung ist gekommen. Das Holz der gefällten Welt-Esche, das Wotan rings um Walhall hatte schichten lassen, setzt die Burg der Götter in Brand. Der Rhein tritt über die Ufer und gibt den Rheintöchtern den Weg zum Ring aus der Hand Brünnhildes frei. Ein letztes Mal versucht Hagen, den goldenen Reif an sich zu reißen, die Nixen ziehen ihn jedoch mit sich in die Tiefe des Wassers hinab. So gelangt das vom Fluch gereinigte Gold (im Orchester durch das „Erlösungsmotiv“ angedeutet) wieder an seinen natürlichen Ort zurück.

## Bayreuther Festspiele

### Uraufführung

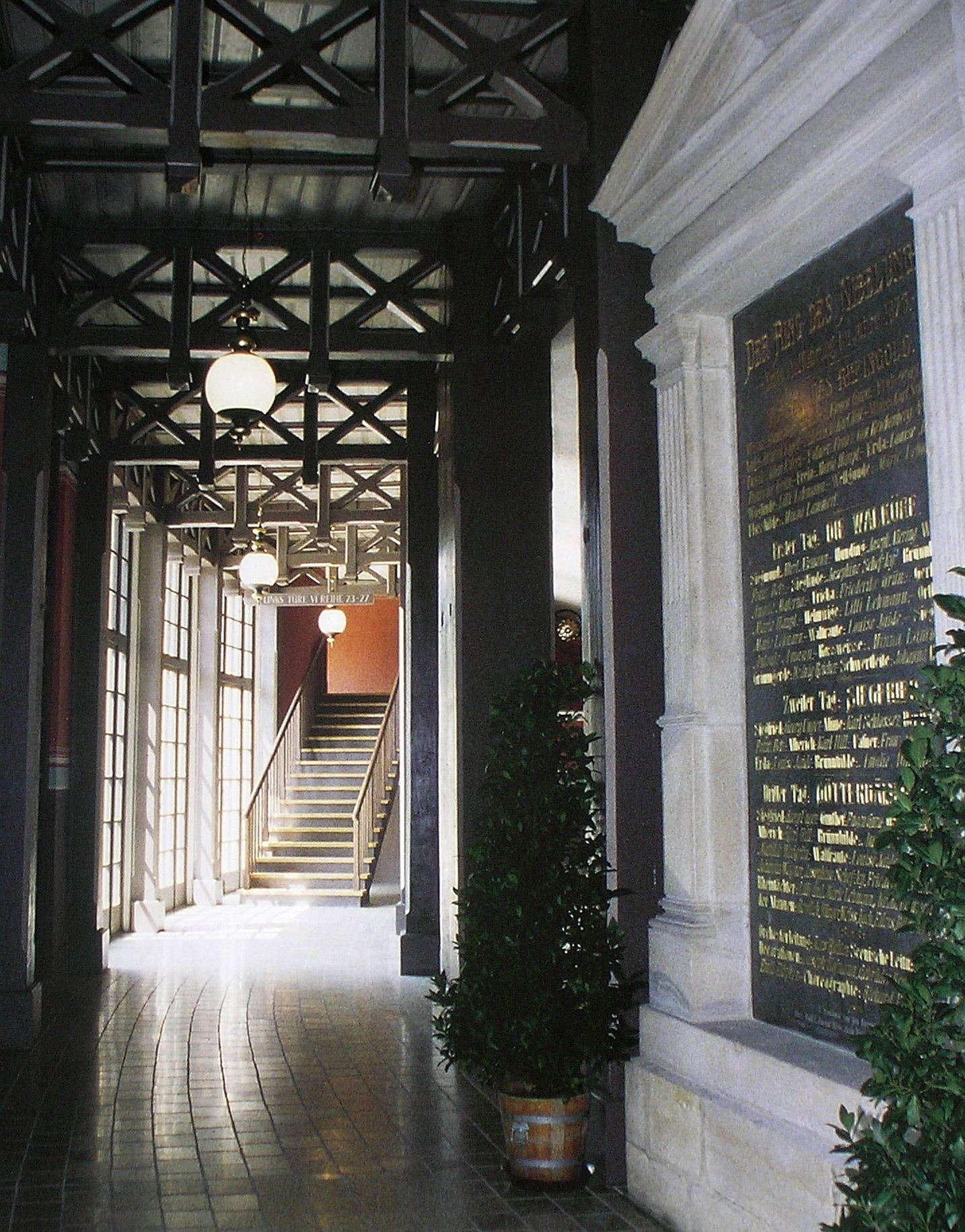
Ring-Gedenktafel im Foyer des Festspielhauses

Die Uraufführung des gesamten Rings fand an aufeinander folgenden Spieltagen (mit einem Pausentag zwischen Siegfried und Götterdämmerung) vom 13. bis 17. August 1876, beginnend mit dem Vorabend Das Rheingold im Bayreuther Festspielhaus statt. Die Inszenierung übernahm Wagner selbst, die musikalische Leitung hatte Hans Richter. Der deutsche Kaiser Wilhelm sowie Kaiser Dom Pedro von Brasilien, einige Könige und Fürsten und viele Künstler wohnten dem außergewöhnlichen Kunstereignis bei, denn niemals zuvor hatte ein Künstler zur Aufführung eines seiner Werke ein eigenes Theater bauen lassen, um Festspiele zu veranstalten. Insgesamt wurden drei zyklische Vorstellungen gegeben, am 30. August fiel der Vorhang nach der letzten Götterdämmerung. Später resümierte Wagner:

„Wie glänzend der äußere Hergang bei den endlich ausgeführten Bühnenfestspielen in jenen sonnigen Sommertagen des Jahres 1876 sich ausnahm, durfte nach allen Seiten hin ungemeines Aufsehen erwecken. Es erschien sehr wahrhaftig, dass so noch nie ein Künstler geehrt worden sei; denn hatte man erlebt, dass ein solcher zu Kaiser und Fürsten berufen worden war, so konnte niemand sich erinnern, dass je Kaiser und Fürsten zu ihm gekommen seien.“
Wagner hatte über 25 Jahre auf dieses Ziel hingearbeitet. Intensiv bereitete er die Festspiele als Bauherr des Festspielhauses und als Regisseur vor. Er besuchte ab 1873 alle großen Opernhäuser Deutschlands, um geeignete Sängerdarsteller für die anspruchsvollen Partien zu finden, und gab Konzerte, um Geld für die Finanzierung einzuspielen. Ab 1874 fanden in Bayreuth – zunächst in seinem Haus Wahnfried – regelmäßige Proben mit den Sängern statt. Er motivierte alle Sänger dazu, bei freiem Logis auf ihre Gage zu verzichten, und ehrte sie namentlich auf einer Gedenktafel. Der ehrgeizige Künstler war aber trotzdem mit seinem „Gesamtkunstwerk“ und seinem Publikum nicht zufrieden. Wagner resümierte: „Ich und mein Werk haben keinen Boden in dieser Zeit“. Paul Lindau, ein Berliner Theaterkritiker, brachte es distanzierter auf den Punkt und schrieb:
„Wagner hat durch die Macht seiner Persönlichkeit und die Bedeutung seines Werkes es durchgesetzt, hier auf diesem bescheidenen Flecken der Erde, der von den großen Verkehrsstraßen ganz abseits liegt und niemals zufällig berührt, sondern immer nur absichtlich erreicht wird, eine Schar von künstlerischen Kräften zu vereinen, die in der Tat einzig genannt werden kann. Er hat ein kühnes Programm verwirklicht.“
Wagner, der in revolutionären Zeiten als Außenseiter-Künstler die Idee des Rings hatte und nach über 25 Jahren nun als „Meister“ verehrt wurde, musste erkennen, dass die „Botschaft“ seines Rings vom zeitgenössischen Publikum nicht erkannt wurde, was sicherlich auch am altgermanisch-romantisch-verklärten Aufführungsstil (mit Kostümen, die an Indianerhäuptlinge erinnerten) seines Werkes lag. Er hatte namhafte Künstler wie Josef Hoffmann für das Bühnenbild und Carl Emil Doepler als Kostümbildner für die Uraufführung gewonnen. Ursprünglich hatte Wagner als Vorkämpfer einer neuen Kunst-Ideologie ganz andere Ambitionen. Er wollte für die neue deutsche Nation sinnstiftende Festspiele für ein immer noch unmündiges Volk. Aber statt vom „Volk“ wurde sein gesellschaftskritisches Werk von den „Mächtigen“, von den Etablierten und vom Adel besucht, denen er mit seinem Werk doch eigentlich einen Spiegel vorhalten wollte.

### Inszenierungen und Aufführungen
Quelle: Bayreuther Festspiele
| Lfd. Nr. | Von  | Bis  | Aufführungen              | Inszenierung                   |
| -------- | ---- | ---- | ------------------------- | ------------------------------ |
| 01       | 1876 | 1876 | 012                       | Richard Wagner, Richard Fricke |
|          | 1877 | 1895 | Keine Ring-Aufführungen   |                                |
| 02       | 1896 | 1931 | 164                       | Cosima Wagner                  |
|          | 1932 |      | Keine Ring-Aufführungen   |                                |
| 03       | 1933 | 1942 | 064                       | Heinz Tietjen                  |
|          | 1943 | 1950 | Keine Ring-Aufführungen1) |                                |
| 04       | 1951 | 1958 | 048                       | Wieland Wagner                 |
|          | 1959 |      | Keine Ring-Aufführungen   |                                |
| 05       | 1960 | 1964 | 048                       | Wolfgang Wagner                |
| 06       | 1965 | 1969 | 049                       | Wieland Wagner                 |
| 07       | 1970 | 1975 | 065                       | Wolfgang Wagner                |
| 08       | 1976 | 1980 | 068                       | Patrice Chéreau                |
|          | 1981 | 1982 | Keine Ring-Aufführungen   |                                |
| 09       | 1983 | 1986 | 052                       | Peter Hall                     |
|          | 1987 |      | Keine Ring-Aufführungen   |                                |
| 10       | 1988 | 1992 | 064                       | Harry Kupfer                   |
|          | 1993 |      | Keine Ring-Aufführungen   |                                |
| 11       | 1994 | 1999 | 064                       | Alfred Kirchner                |
| 12       | 2000 | 2004 | 064                       | Jürgen Flimm                   |
|          | 2005 |      | Keine Ring-Aufführungen   |                                |
| 13       | 2006 | 2010 | 064                       | Tankred Dorst                  |
|          | 2011 | 2012 | Keine Ring-Aufführungen   |                                |
| 14       | 2013 | 2018 | 068                       | Frank Castorf                  |
|          | 2019 | 2021 | Keine Ring-Aufführungen   |                                |
| 15       | 2022 |      | 012                       | Valentin Schwarz               |

1)keine Bayreuther Festspiele 1945 bis 1950

### Spieldauer
In Bayreuth war es von Beginn an üblich, die Dauer der einzelnen Akte zu dokumentieren. Da die Opern nicht nach Metronom-Angaben aufgeführt werden, unterscheidet sich die Spieldauer von Dirigent zu Dirigent z. T. erheblich. Zu den Längen einzelner Akte in den einzelnen Jahren siehe Das Rheingold, Die Walküre, Siegfried, Götterdämmerung.
| Oper            | 1. Akt      | 1. Akt                                | 2. Akt      | 2. Akt                      | 3. Akt      | 3. Akt                        | Gesamtdauer | Gesamtdauer         |
| Das Rheingold   |             |                                       |             |                             |             |                               | Std.        | Dirigent            |
| --------------- | ----------- | ------------------------------------- | ----------- | --------------------------- | ----------- | ----------------------------- | ----------- | ------------------- |
| Kürzeste Dauer  |             |                                       |             |                             |             |                               | 2:08        | Heinz Tietjen       |
| Längste Dauer   |             |                                       |             |                             |             |                               | 2:42        | Hans Knappertsbusch |
| Spannweite **   |             |                                       |             |                             |             |                               | 0:34 (27 %) | 0:34 (27 %)         |
| Die Walküre     | Std.        | Dirigent                              | Std.        | Dirigent                    | Std.        | Dirigent                      | Std.        | Dirigent            |
| Kürzeste Dauer  | 1:00        | Otmar Suitner                         | 1:23        | Lorin Maazel, Otmar Suitner | 1:04        | Otmar Suitner, Clemens Krauss | 3:27        | Otmar Suitner       |
| Längste Dauer   | 1:07        | Siegfried Wagner                      | 1:36        | Hans Knappertsbusch         | 1:15        | Franz von Hoeßlin             | 3:53        | Hans Knappertsbusch |
| Spannweite **   | 0:07 (12 %) | 0:07 (12 %)                           | 0:13 (16 %) | 0:13 (16 %)                 | 0:11 (17 %) | 0:11 (17 %)                   | 0:26 (13 %) | 0:26 (13 %)         |
| Siegfried       | Std.        | Dirigent                              | Std.        | Dirigent                    | Std.        | Dirigent                      | Std.        | Dirigent            |
| Kürzeste Dauer  | 1:15        | Lorin Maazel Horst Stein              | 1:07        | Lorin Maazel                | 1:12        | Otmar Suitner                 | 3:36        | Lorin Maazel        |
| Längste Dauer   | 1:24        | Hans Knappertsbusch Berislav Klobučar | 1:17        | Hans Richter                | 1:25        | Hans Knappertsbusch           | 4:05        | Hans Knappertsbusch |
| Spannweite **   | 0:09 (12 %) | 0:09 (12 %)                           | 0:10 (15 %) | 0:10 (15 %)                 | 0:13 (18 %) | 0:13 (18 %)                   | 0:29 (13 %) | 0:29 (13 %)         |
| Götterdämmerung | Std.        | Dirigent                              | Std.        | Dirigent                    | Std.        | Dirigent                      | Std.        | Dirigent            |
| Kürzeste Dauer  | 1:47        | Otmar Suitner                         | 0:55        | Horst Stein                 | 1:09        | Karl Böhm                     | 3:58        | Horst Stein         |
| Längste Dauer   | 2:11        | Franz Beidler                         | 1:10        | Hans Knappertsbusch         | 1:23        | Hans Knappertsbusch           | 4:40        | Hans Knappertsbusch |
| Spannweite **   | 0:24 (22 %) | 0:24 (22 %)                           | 0:15 (27 %) | 0:15 (27 %)                 | 0:14 (20 %) | 0:14 (20 %)                   | 0:42 (18 %) | 0:42 (18 %)         |

*Die Übersicht berücksichtigt nicht alle Jahrgänge und Aufführungen ** Prozente beziehen sich auf die kürzeste Dauer

## Gesellschaftskritik im „Ring des Nibelungen“
In der Entstehungsgeschichte des Rings sind die Jahre 1848 und 1849 prägend gewesen. Wagner wurde stark beeinflusst von dem allgemeinen Aufbruch im Deutschen Bund. Eine Republik sollte entstehen (Deutsche Revolution 1848/49); Marx und Engels veröffentlichten das kommunistische Manifest; Michail Bakunin agierte als „Revolutionsführer“ in Dresden; Ludwig Feuerbach propagierte „die Freiheit des Denkens“; Proudhon verkündete: „Eigentum ist Diebstahl!“ In dieser „Sturm-und-Drang-Periode“ konzipierte Wagner für die Bühne gleichzeitig zwei Musikdramen, in denen es um die Verstrickung der Menschen im Fadenkreuz von Macht, Besitz und Unfreiheit geht: Siegfrieds Tod und Jesus von Nazareth. In seinen Mitteilungen an meine Freunde erklärt Wagner:
„Wie ich mit dem Siegfried durch die Kraft meiner Sehnsucht auf den Urquell des ewig Reinmenschlichen gelangt war, so kam ich jetzt, wo ich diese Sehnsucht dem modernen Leben gegenüber durchaus unstillbar, und von Neuem nur die Flucht vor diesem Leben, mit Aufhebung seiner Forderungen an mich durch Selbstvernichtung, als Erlösung erkennen musste, auch an dem Urquell aller modernen Vorstellungen von diesem Verhältnisse an, nämlich dem menschlichen Jesus von Nazareth.“
In Jesus sah er einen Menschen, der als Einzelner gegen die „ehrlose, hohle und erbärmliche Sinnlichkeit der römischen Welt“ insofern kämpfte, als er aus dieser Welt hinaus nach einem besseren Jenseits verlangen musste und den Tod suchte. Mit und in diesem Selbstopfer sah Wagner nur eine „unvollkommene Äußerung desjenigen menschlichen Triebes, der das Individuum zur Empörung gegen eine lieblose Allgemeinheit drängt.“
Er schrieb in diesem Sinne ein Drama in fünf Akten: „Jesus von Nazareth, ein dichterischer Entwurf“ (von dem etwa 40 Seiten erhalten sind) und kombiniert darin Zitate der Evangelien mit eigenen Interpretationen. Der „rote Faden“ ist, dass Jesus, der bei Wagner der legitime Erbe des königlichen David-Geschlechtes ist und für einen Aufstand gegen die römische Unterjochung Judäas gewonnen werden soll, anders agiert als von vielen erwartet, nämlich als Sozialrevolutionär, der gegen den „Sündenfall“ kämpft.
Dieser „Sündenfall“ besteht nach Wagners Auffassung darin, dass sich die Menschen im Laufe der Geschichte vom göttlichen Ursprung der Natur entfernt und sich Eigentum und Gesetze geschaffen haben. Statt „Naturzustand“ gibt es nun den Staat mit einer (Un)-Rechtsordnung. Zu Gunsten der Reichen sei Gott zur Industrie mutiert, attackiert Wagner die Zustände der Zeit, und dieser inzwischen etablierte „Industriegott“ würde den armen christlichen Arbeiter gerade nur so lange am Leben erhalten, bis „himmlische Handelskonstellationen“ die gnadenvolle Notwendigkeit herbeiführen, diesen in eine bessere Welt zu entlassen. Diese „unchristlichen“ Zustände gälte es durch den „freien Menschen“ zu überwinden, d. h. die Götter (die Herrschenden) müssen vernichtet werden. In einer neuen Ordnung könne man dann auch ohne Gesetze glücklich werden, denn Gesetze schließen das Übertreten derselben unweigerlich ein.
Diese Botschaft, überlegte Wagner, wäre mit dem „Jesus-Drama“ aus verschiedenen Gründen auf Theaterbühnen nicht vermittelbar gewesen, und so konzentrierte er sich mehr und mehr auf seinen „alternativen“ Helden Siegfried.
Die mythologische Dimension der „Handlung“ bietet zahlreiche Interpretationsmöglichkeiten.
Nach Friedrich Nietzsche griff als einer der Ersten George Bernard Shaw den Gedanken auf, dass der Ring ein Drama der Gegenwart sei und nicht eines aus sagenhafter Vorzeit. Der musikkundige Schriftsteller interpretierte beispielsweise eine der Schlüsselszenen mit Alberich, als dieser von den Rheintöchtern verspottet wird und dann nach dem Gold greift, wie folgt:
„Es ist so, als ob ein armer, gewöhnlicher, ungehobelter Bursche sich erbötig machte, eine Rolle in der aristokratischen Gesellschaft zu spielen, und mit dem Bescheid abgefertigt werden würde, nur als Millionär könne er jemals hoffen, sich diese Gesellschaft gefügig zu machen, sich eine schöne und kultivierte Frau zu kaufen. Die Wahl wird ihm aufgezwungen. Er schwört der Liebe ab, wie Tausende von uns täglich der Liebe abschwören. Im gleichen Augenblick ist das Gold in seiner Gewalt und er begibt sich sogleich ans Werk, die Macht des Goldes zu nutzen.“
Franz Wilhelm Beidler (1901–1981), Sohn der ersten (unehelichen) Wagnertochter Isolde (und somit erster Enkel Richard Wagners), interpretierte den Ring als ein Werk, das wie aus einem Extrakt des Jahrhunderts zusammengebraut sei: „Ein neuer Dante formt hier die gewaltige Anklage gegen das Prinzip, das die Welt seiner Zeit umgestaltet, formt das künstlerisch-seherische Gegenstück zur politischen Aktion eines Bakunin, zur wissenschaftlichen Kritik eines Karl Marx […]; der verborgene Sinn des Zeitgeschehens wird in künstlerischer Vision aufgedeckt.“ Weiter schreibt Beidler:
„Die komplizierten Schachtanlagen und Hüttenwerke des Ruhrgebietes etwa vereinfachen sich zu den Werkstätten Nibelheims, die Anonymität des Kapitals, die Unsicherheit des Aktionärs enthüllt sich im verschleierten Tarnhelm. Die dämonische Kraft des Ringes, d. h. des kapitalistischen Macht- und Profitstrebens, durchdringt alle Beziehungen, löst alle Bindungen, Rechte und Sitten auf. Die von altersher herrschende Gewalten – hier heißen sie Götter – verstricken sich im kapitalistischen Gestrüpp, und die Welt wartet auf den Menschen. Auf den Menschen, der durch Verzicht auf Besitz und Gewinn die Kraft zur befreienden Tat findet und Götter und Zwerge ablöst.“
Franz. W. Beidler bezeichnete „seinen Großvater“ gerne als „sozialrevolutionären Dichterkomponisten“. Das Sozialrevolutionäre wandelte sich allerdings im Laufe seines Lebens. Zuerst sollte der Erneuerer Siegfried – der freie Mensch – nach der Zerstörung der alten Welt, Wotan beerben und eine bessere Weltordnung aufbauen. Als Wagner jedoch während seiner Arbeiten am Ring die weltverachtende Philosophie Arthur Schopenhauers kennenlernte (er las mehrmals das Hauptwerk des Philosophen Die Welt als Wille und Vorstellung), wurde er zum Resignierer. An seinen Freund Franz Liszt schrieb er nach Weimar: „Die Welt ist schlecht, grundschlecht, nur das Herz eines Freundes, nur die Träne eines Weibes kann sie aus ihrem Fluche erlösen […] Sie gehört Alberich! Niemand anders! – Fort mit ihr!“
Im späteren Verlauf seines Lebens wurde Wagner zum „Regenerierer“. Er glaubte daran, „den Verfall der Menschheit“ mit Hilfe der Kunst aufhalten zu können, und verdeutlichte seine Intention einerseits mit dem Erlösungsmotiv am Ende der Götterdämmerung, andererseits mit seinem letzten Werk Parsifal.

## Rezensionen
Wagners Ring ist ungezählt kommentiert worden, wobei die Wertungen alle Schattierungen zwischen glühender Bewunderung und vehementer Ablehnung annehmen. Hier einige Stimmen:
Gerhart Hauptmann
„Es ist Tiefes, Allzutiefes, Flaches, Allzuflaches genug über ihn gesagt worden. Trotzdem muss wohl das Schweigen immer wieder gebrochen werden. Ich bin als Jüngling in Wagners Bann gewesen, stand seiner Kunst lange fern und mußte ihr fern stehen, um eigene Kräfte zu entwickeln. Gefestigt bin ich zu ihr zurückgekehrt. Ich sehe sie heute ganz anders als im Jugendbann. Ich sehe sie heute als künstlerisches Urphänomen, stammend aus einer Zeit vor aller deutschen Kunst, auch Musik. Ich bin weit davon entfernt, mich an Wagner deutschtümelnd zu entzücken; denn er ist ebenso griechisch wie deutsch, ebenso asiatisch wie europäisch. Ein Werk, wie der Ring, ist, was Ursprung, Wachstum und Vollendung anlangt, das Einzige seiner Art in der Welt und vielleicht das rätselhafteste Kunstgebilde der letzten Jahrtausende. Kultur hat damit nichts zu schaffen, und es hat nichts mit Kultur zu schaffen. Es hat nichts mit dem deutschen Rhein, den germanischen Göttern und den Nibelungen zu schaffen, und alle diese schönen Sachen haben nichts mit ihm zu schaffen. – Es hat auch nichts zu tun mit Christentum, obgleich es ganz und gar etwas Offenbartes ist. Wer sie verstehen will, muß nicht in dieser Kunst ertrinken, auch nicht darin schwimmen. Er muß sie als das Große, Ewigfremde willkommen heißen. Man könnte sie, gleichnisweise, als einen unterirdisch hervorbrechenden, kochenden Geysir bezeichnen, der ein unbekanntes glühendes Element emporschleudert, aus dem Erdinnern, das die menschliche Seele, die es benetzt, von den Schlacken der letzten Jahrtausende rein baden und rein brennen kann.“
Friedrich Nietzsche
„Wagner hat, sein halbes Leben lang, an die Revolution geglaubt, wie nur irgendein Franzose an sie geglaubt hat. Er suchte nach ihr in den Runenschriften des Mythus, er glaubte in Siegfried den typischen Revolutionär zu finden. – ‚Woher stammt alles Unheil in der Welt?‘ fragte sich Wagner. Von ‚alten Verträgen‘; antwortete er, gleich allen Revolutions-Ideologen. Auf Deutsch: von Sitten, Gesetzen, Moralen, Institutionen, von Alledem, worauf die alte Welt, die alte Gesellschaft ruht.“
König Ludwig II.
„Je mehr ich über dieses einzige, dieses wahrhafte Wunderwerk nachsinne, umso überwältigender fasst mich Staunen und stets wachsende Bewunderung des Riesengeistes, der es gottgleich geschaffen! – Glückliches Jahrhundert, das einen solchen Geist in seiner Mitte aufsteigen sah!“
Ludwig Speidel
„Nein, nein und dreimal nein, das deutsche Volk hat mit dieser nun offenbar gewordenen musikdramatischen Affenschande nichts gemein, und sollte es an dem falschen Golde des Nibelungenrings einmal wahrhaftes Wohlgefallen finden, so wäre es durch diese bloße Tatsache ausgestrichen aus der Reihe der Kulturvölker des Abendlandes!“
George Bernard Shaw
„Nur Menschen mit einem umfassenden Denkvermögen werden dem Geschehen atemlos folgen können, denn sie erblicken darin die ganze Tragödie der menschlichen Geschichte und die ganze Furchtbarkeit des Dilemmas, vor dem die Welt heute zurückschaudert …“
Thomas Mann
„Es ist das Werk einer wahren Eruption von Talent und Genie, das zugleich tief ernste und berückende Werk eines ebenso seelenvollen wie vor Klugheit trunkenen Zauberers.“
Theodor W. Adorno
„Die Rheintöchter, die zu Beginn mit dem Golde spielen und es am Ende zum Spielen zurückerhalten, sind der letzte Schluss von Wagners Weisheit und Musik (…) Seine Musik gebärdet sich, als ob ihr keine Stunde schlüge, während sie bloß die Stunden ihrer Dauer verleugnet, indem sie sie zurückführt in den Anfang.“
Herbert von Karajan
„Wenn man diese Musik (Ring) wirklich so spielen könnte, wie Wagner sie hörte, müsste man sie verbieten – von Staats wegen; sie sprengt die Welt. Sie ist glühender Untergang.“
Joachim Kaiser
„Wer den Text nicht genau gelesen hat – einen klugen, tiefsinnigen, bewusst das Stabreimschema einsetzenden Text, der höchsten Respekt verdient und nicht den Spott derjenigen, die in Opern keineswegs nachdenken wollen – wer den Text nicht genau gelesen und sozusagen Wort für Wort begriffen hat, der wird in den Aufführungen des RINGs das tun, was nur die Rheintöchter dürfen, er wird ‚schwimmen‘.“
Igor Strawinsky
„Es tut mir leid: aber ich behaupte, dass zum Beispiel in der Arie La donna è mobile, in der jene Elite nur klägliche Oberflächlichkeit sah, mehr Substanz und mehr wahre Erfindung steckt als in dem rhetorischen Redeschwall der Tetralogie. Ob man es will oder nicht: das Drama Wagners leidet an chronischer Aufgeblasenheit. Seine brillanten Improvisationen blähen die Symphonie unmäßig auf und führen ihr weniger Kraft zu als die zugleich bescheidene und aristokratische Erfindung, die aus jeder Seite Verdis strahlt.“
Claude Debussy
„O Mylord, wie unerträglich werden diese Leute in Helm und Tierfell am vierten Abend. […] Stellen Sie sich vor, dass sie niemals ohne Begleitung ihres verdammten Leitmotivs auf der Bühne erscheinen, manchmal singen sie es sogar! […] Er [Wotan] verbringt seine Zeit, indem er sich unablässig eine Geschichte erzählen läßt, die der jämmerlichste Zwerg aus den Eisenwerken der Nibelungen verstehen würde […], was natürlich langweilige Wiederholungen zur Folge hat.[…] Dies alles ist aber eine dramatische Kritik, […] es liegt mir mehr am Herzen, von den leuchtenden Schönheiten des Rings zu erzählen. […] Nach Minuten der Langeweile […] tauchen so unvergesslich schöne Stellen auf, dass jede Kritik erstirbt. Das ist ebenso unwiderstehlich wie das Meer. […] Um zum Ende zu kommen: man kritisiert nicht ein so bedeutendes Werk wie den Ring.[…] Er ist eine Schöpfung, dessen Architektur sich im Unendlichen verliert.“

## Bedeutende Interpretationen

### Inszenierungen und Aufführungen
- 1876: Uraufführung des vollständigen Werks in der Inszenierung Richard Wagners in Bayreuth
- 1879: Erste Aufführung des Rings außerhalb Bayreuths durch Angelo Neumann im Alten Theater in Leipzig[62]
- 1882: Aufführungen des Rings durch Angelo Neumann, der mit einer Wanderbühne 135 Vorstellungen in vielen Städten Europas gab.
- 1884–1886: Erstaufführung des Rings an der Semperoper durch Ernst von Schuch, den Wagner vergeblich von Dresden nach Bayreuth holen wollte.[63]
- 1896: Erste Ring-Inszenierung von Cosima Wagner in Bayreuth, die bis 1931 insgesamt 164 Mal gegeben wurde; Dirigent Felix Mottl.
- 1933: Erste Ring-Inszenierung in Bayreuth nach dem Tode Cosimas, Regie Heinz Tietjen, Dirigent Karl Elmendorff.
- 1951: Erste Ring-Inszenierung in Bayreuth nach dem Zweiten Weltkrieg unter Wieland Wagner, Dirigent Herbert von Karajan.
- 1960: Erste Ring-Inszenierung in Bayreuth von Wolfgang Wagner, Dirigent Rudolf Kempe.
- 1967: Herbert von Karajan gründet die Osterfestspiele Salzburg, um in den Jahren 1967–1970 die vier Teile des Rings in eigener Inszenierung (Bühnenbild Günther Schneider-Siemssen) zu dirigieren.
- 1973–1976: Inszenierung von Joachim Herz an der Oper Leipzig
- 1976: Inszenierung zum 100-jährigen Bestehen der Bayreuther Festspiele durch den französischen Regisseur Patrice Chéreau mit Dirigent Pierre Boulez („sog. Jahrhundertring“).
- 1984/85: Inszenierung von Götz Friedrich an der Deutschen Oper Berlin, Dirigent: Jesús López Cobos
- 1985–1987: Inszenierung durch Ruth Berghaus an der Oper Frankfurt, dirigiert von Michael Gielen
- 1988: Inszenierung von Harry Kupfer in Bayreuth, Dirigent: Daniel Barenboim
- 1994–1997: Inszenierung durch Klaus Dieter Kirst am Aalto-Theater in Essen, Dirigent: Wolf-Dieter Hauschild
- 1999/2000: Inszenierung durch vier verschiedene Regisseure: Joachim Schlömer (Das Rheingold), Christof Nel (Die Walküre), Jossi Wieler und Sergio Morabito (Siegfried), Peter Konwitschny (Götterdämmerung), Dirigent: Lothar Zagrosek an der Staatsoper Stuttgart
- 2000–2002: Inszenierung am Opernhaus Zürich, Regie: Robert Wilson, Kostüm: Frida Parmeggiani, Dirigent: Franz Welser-Möst
- 2001: Inszenierung an vier aufeinander folgenden Tagen am Meininger Theater, Regie: Christine Mielitz, Dirigent: Kirill Petrenko
- 2005: Der Ring in 24 Stunden bei den Tiroler Festspielen in Erl unter Gustav Kuhn[64]
- 2006–2008: Der Ring in Weimar wurde über drei Spielzeiten am Nationaltheater in Weimar inszeniert, in den einzelnen Teilen im Repertoire gespielt, in drei Zyklen 2008/2009 aufgeführt und auch auf DVD veröffentlicht; Regie: Michael Schulz; Dirigent: Carl St. Clair[65]
- 2006/07: Der Ring an zwei Tagen im Opernhaus Köln: 1. Tag Rheingold + Walküre, 2. Tag Siegfried + Götterdämmerung unter der Leitung von Markus Stenz, Inszenierung: Robert Carsen[66]
- 2007/2009: Inszenierung durch Carlus Padrissa und die katalanische Theatertruppe La Fura dels Baus im Palau de les Arts Reina Sofía von Valencia / Maggio Musicale Fiorentino mit Zubin Mehta am Pult.[67]
- 2009: Zum Varus-Jahr inszenierte das Landestheater Detmold zum ersten Mal seit 100 Jahren einen „rollenden Ring“, sich auf die ursprüngliche Idee des Wagnerschen Wandertheaters zurückbesinnend. Regie: Kay Metzger (Intendant), Musikalische Leitung: Erich Wächter[68]
- 2012: Die auf 7 Stunden komprimierte Fassung von Cord Garben wurde am Teatro Colón in Buenos Aires uraufgeführt, die die zahlreichen Rückblenden streicht und sich in der Tradition von Wagners eigenen Vorstellungen neuer Werke sieht. Eine Aufnahme ist auch auf DVD und Blu-Ray erschienen.[69]
- 2013: Der Theaterwissenschaftler und politische Regisseur Frank Castorf inszenierte den Ring für die Bayreuther Festspiele.[70]
- 2015: Zyklische Aufführung durch die Anhaltische Philharmonie in Dessau-Roßlau, Regie André Bücker, Musikalische Leitung Antony Hermus[71][72]
- 2016: Erster kompletter Ring-Zyklus seit 40 Jahren der Oper Leipzig, Dirigent Ulf Schirmer, Inszenierung Rosamund Gilmore[73]
- 2018: Der Ring in zwei Stunden in der Augsburger Puppenkiste. Textfassung und Regie Florian Moch, Musik/musikalische Bearbeitung Enjott Schneider[74][75][76][77]
- 2018/2019: Der Autorenfilmer, Opernregisseur und Theaterregisseur Selcuk Cara erarbeitete in Zusammenarbeit mit der Staatsoper Prag für den österreichischen Heldentenor Andreas Schager ein Konzept für Richard Wagners Der Ring des Nibelungen in Form eines „Regie-Konzerts“. Neben dem dramaturgischen Konzept übernahm Selcuk Cara Bühnenregie, Bühnenbild und Lichtgestaltung. Für den eigens für dieses Projekt produzierten Film schrieb er das Buch, führte Regie, und übernahm den Schnitt. Das von der Niederösterreichischen Kulturförderung unterstützte Projekt wurde mit dem Orchester der Staatsoper Prag im Forum Karlin am 25. und 26. Oktober 2018 uraufgeführt.[78] Die deutsche Erstaufführung erlebte diese Produktion am 29. Mai 2019 auf den internationalen Maifestspielen Wiesbaden.

### Schallplatten/CD-Einspielungen
Die Festlegung der „ersten Gesamtaufnahme“ des Rings auf Schallplatten ist nicht eindeutig zu treffen. Es existiert im Antiquitätenhandel eine Version auf 78er-Schellack-Platten aus den 1930er Jahren. Außerdem werden zunehmend alte Aufnahmen auf CD angeboten, die ebenfalls aus den 1920er/30er Jahren stammen, aber seinerzeit – zumindest als Gesamtaufnahme – nicht veröffentlicht wurden (zuletzt beim 2001-Versand eine Version von 1935/37 mit Lauritz Melchior und Kirsten Flagstad aus Boston und New York).
Die ersten – im Handel erhältlichen – vollständigen Schallplattenaufnahmen spielten die Dirigenten Georg Solti und Herbert von Karajan ein.
- Wiener Philharmoniker unter Georg Solti, 1958–1965 im Wiener Sofiensaal aufgenommen.

Das Rheingold: George London (Wotan), Kirsten Flagstad (Fricka), Set Svanholm (Loge), Gustav Neidlinger (Alberich), Paul Kuën (Mime), Walter Kreppel (Fasolt), Kurt Böhme (Fafner), Jean Madeira (Erda). (Aufgenommen 1958)
Die Walküre: James King (Siegmund), Régine Crespin (Sieglinde), Gottlob Frick (Hunding), Hans Hotter (Wotan), Birgit Nilsson (Brünnhilde), Christa Ludwig (Fricka). (Aufgenommen 1965)
Siegfried: Wolfgang Windgassen (Siegfried), Birgit Nilsson (Brünnhilde), Hans Hotter (Wanderer), Gerhard Stolze (Mime), Gustav Neidlinger (Alberich), Kurt Böhme (Fafner), Marga Höffgen (Erda), Joan Sutherland (Waldvogel). (Aufgenommen 1962)
Götterdämmerung: Birgit Nilsson (Brünnhilde), Wolfgang Windgassen (Siegfried), Gustav Neidlinger (Alberich), Gottlob Frick (Hagen), Claire Watson (Gutrune), Dietrich Fischer-Dieskau (Gunther), Christa Ludwig (Waltraute), Lucia Popp (Woglinde). (Aufgenommen 1964)
- Berliner Philharmoniker unter Herbert von Karajan, 1966–1970 in der Jesus-Christus-Kirche Dahlem aufgenommen.

Fast zeitgleich zu den Aufnahmen des Solti-Rings entstand diese legendäre Studio-Aufnahme 1966–1970 (Solti spielte die Walküre als letztes Werk des Zyklus 1965 ein, Karajan als erstes 1966). Karajan hatte speziell für die Aufführungen des Rings die „Salzburger Osterfestspiele“ gegründet. Im Gegensatz zur üblichen Praxis wurden hier die Studioaufnahmen vor der Live-Aufführung eingespielt und während der Proben in Salzburg als Orientierung benutzt.
Das Rheingold: Dietrich Fischer-Dieskau (Wotan), Josephine Veasey (Fricka), Zoltán Kelemen (Alberich), Gerhard Stolze (Loge), Erwin Wohlfahrt (Mime), Martti Talvela (Fasolt), Karl Ridderbusch (Fafner), Oralia Domínguez (Erda). Aufnahme: 1967
Die Walküre: Thomas Stewart (Wotan), Régine Crespin (Brünnhilde), Gundula Janowitz (Sieglinde), Jon Vickers (Siegmund), Josephine Veasey (Fricka), Martti Talvela (Hunding). Aufnahme: 1966
Siegfried: Jess Thomas (Siegfried), Thomas Stewart (Wanderer), Helga Dernesch (Brünnhilde), Gerhard Stolze (Mime), Zoltán Kelemen (Alberich), Karl Ridderbusch (Fafner), Oralia Domínguez (Erda). Aufnahme: 1968/69
Götterdämmerung: Helge Brilioth (Siegfried), Helga Dernesch (Brünnhilde), Karl Ridderbusch (Hagen), Christa Ludwig (Waltraute), Thomas Stewart (Gunther), Zoltán Kelemen (Alberich), Gundula Janowitz (Gutrune). Aufnahme: 1969/70
Andere bedeutende Einspielungen:
Eine der – unabhängig von der Veröffentlichung – ersten vollständigen Schallplattenaufnahmen hat Wilhelm Furtwängler 1950 in Mailand und 1953 in Rom aufgenommen. Als sehr bedeutend kann die erste komplette Stereoaufnahme unter Joseph Keilberth der Bayreuther Festspiele 1955 gelten. Weitere Gesamtaufnahmen der Bayreuther Festspiele: 1953 unter Clemens Krauss sowie 1957 unter Hans Knappertsbusch, 1966/67 unter Karl Böhm, 1979/80 unter Pierre Boulez und 1991/92 unter Daniel Barenboim. Die Einspielung mit der Staatskapelle Dresden unter Marek Janowski (1980–1983) gilt weltweit als eine der musikalisch interessantesten, die je von diesem Werk aufgenommen wurde.

### Filme, DVD- und Blu-ray-Aufnahmen
- Metropolitan Opera New York 1990 (DVD 2002), Dirigent: James Levine; Regie: Otto Schenk
- Staatsoper Stuttgart 2002/03 (DVD 2004), Dirigent: Lothar Zagrosek; Regie: Joachim Schloemer, Christof Nel, Jossi Wieler, Peter Konwitschny
- Bayreuther Festspiele 1976 (DVD 2005), Dirigent: Pierre Boulez; Regie: Patrice Chéreau
- Gran Teatre del Liceau Barcelona 2004 (DVD 2006), Dirigent: Bertrand de Billy; Regie: Harry Kupfer
- Bayreuther Festspiele 1992 (DVD 2007), Dirigent: Daniel Barenboim; Regie: Harry Kupfer
- Royal Danish Opera Copenhagen 2006 (DVD 2008), Dirigent: Michael Schønwandt; Regie: Kasper Bech Holten
- Palau de les Arts Reina Sofía Valencia 2009 (DVD und Blu-ray Disc 2010), Dirigent: Zubin Mehta; Regie: Carlus Padrissa (La Fura dels Baus)
- Metropolitan Opera New York 2010–2012 (Blu-ray Disc 2012), Dirigenten: James Levine und Fabio Luisi; Regie: Robert Lepage
- Oper Frankfurt (Städtische Bühnen Frankfurt) 2012 (DVD 2012) (Der Schuber mit 4 DVDs ist betitelt mit Der Frankfurter Ring), Dirigent: Sebastian Weigle; Regie: Vera Nemirova
- Scala Mailand 2010–2013, Dirigent: Daniel Barenboim, Regie: Guy Cassiers, Der Ring des Nibelungen (DVD Schuber mit 7 DVDs) Arthaus Musik 2015, EAN 807280754995

### Klavier- und Orchesterbearbeitungen
Die ersten Bearbeitungen (Transcriptionen) für Klavier gab es von Franz Liszt, einen vollständigen Klavierauszug erstmals von Karl Klindworth.
Bereits Richard Wagner gab in Konzerthäusern Ausschnitte aus seinem Ring in Orchesterbearbeitungen (Walkürenritt, Wotans Abschied und Feuerzauber, Trauermarsch u. a.). 1988 stellte erstmals der Dirigent Lorin Maazel eine durchgängige Version der wichtigsten Szenen des Rings als Orchesterstück (70 Minuten) zusammen und nannte die Einspielung Der „Ring“ ohne Worte. Seither gibt es verschiedene Einspielungen, beispielsweise nach Friedmann Dreßler (100 Minuten), die mit den Duisburger Philharmonikern im Mai 2009 unter Jonathan Darlington aufgeführt wurde. Bei allen „Bearbeitungen“ wird Wert darauf gelegt, dass die Übergänge der verschiedenen Szenen ausschließlich mit „Noten aus der Partitur“ erfolgen.
Richard Wagners Siegfried-Idyll aus dem Jahre 1870 ist eine in sich geschlossene sinfonische Dichtung, deren dominierende Motive ebenfalls aus dem Ring stammen.

### Parodien, Satiren, weitere Interpretationen
Im Jahr 1904 komponierte Oscar Straus die Operette Die lustigen Nibelungen, die neben der deutschtümelnden zeitgenössischen Rezeption des Nibelungenliedes auch die Opern wagnerschen Typus aufs Korn nimmt.
Unter dem Pseudonym Ernst von Pidde wurde eine angeblich 1933 verfasste juristische Abrechnung mit Wagners Ring (mit etlichen Seitenhieben auf das Genre Oper an sich) veröffentlicht, in der den Protagonisten von Diebstahl über Tierquälerei und schwerer Brandstiftung bis zum Mord diverse Straftaten detailliert nachgewiesen werden. Das Buch wurde 1968 aus dem vorgeblichen Nachlass Piddes herausgegeben und seither wiederholt neu aufgelegt.
Seit 1982 finden im Hof der Bayreuther Klavierfabrik Steingraeber im inoffiziellen Beiprogramm der Festspiele parodistische Aufführungen der Studiobühne Bayreuth mit Wagner-Adaptionen statt, geleitet von Uwe Hoppe.
1988 schuf der Komponist Klaus Arp für den Kontrabass-Posaunisten des Festspielorchesters, Joachim Mittelacher, für das Orchesterfest in Bayreuth die „Ring-Paraphrase“, eine jazzige Kurzversion des Ringes für 10 Posaunen, Bass und Drums.
1990 fand die Premiere des Balletts Un Spectacle autour du Ring, Deutsch Ring um den Ring, von Maurice Béjart an der Deutschen Oper Berlin statt. Das ca. fünfstündige Ballett/Tanztheater erzählt den Ring an einem Abend. Neben Auszügen aus der Aufnahme der Deutschen Grammophon unter Herbert von Karajan benutzt das Ballet als Begleitung Klavierauszüge und gesprochene Passagen aus den Libretti.
1992 schuf Vicco von Bülow (Loriot) mit Der Ring an einem Abend eine parodistische Version.
Der Berliner Grafiker Günter Scherbarth hinterließ einen nahezu abgeschlossenen Radierungszyklus über Wagners Ring, der seine Komik unter anderem aus der Verwendung von Aktfiguren bezieht.
In München wird jährlich Der Ring in einem Aufwasch nach Paul Schallweg in bayerischer Mundart aufgeführt, meistens im Theater am Gärtnerplatz.
In den Jahren 2007 bis 2009 entwickelte Stefan Kaminski im Rahmen seiner inszenierten Hörspiel-Reihe Kaminski ON AIR eine eigene Interpretation der gesamten Ring-Tetralogie für vier verschiedene Abende.
Das von zentralen Handlungsmotiven und der Musik des „Ring“ inspirierte Musical Der Ring – Ein Musiktheater hatte am 24. Mai 2013 in Leipzig Premiere.
Die Dramaturgin und Theaterwissenschaftlerin Dagmar Borrmann spielt den kompletten Ring in 80 Minuten mit Playmobilfiguren.
Der Autorenfilmer, Opern- und Theaterregisseur Selcuk Cara erarbeitete in Zusammenarbeit mit der Staatsoper Prag für den österreichischen Heldentenor Andreas Schager ein Konzept für Richard Wagners Der Ring des Nibelungen in Form eines „Regie-Konzerts“. Dafür verdichtete er die Ring-Tetralogie auf 135 Minuten. Neben dem dramaturgischen Konzept übernahm Cara Bühnenregie, -bild und Lichtgestaltung. Für den eigens für dieses Projekt produzierten Film schrieb er das Buch, führte Regie, und übernahm den Schnitt. Das von der Niederösterreichischen Kulturförderung unterstützte Projekt wurde mit dem Orchester der Staatsoper Prag im Forum Karlin am 25. und 26. Oktober 2018 uraufgeführt.